# Megalosaurus
Megalosaurus (dal greco antico μέγας?, mégas, "grande" o "enorme" e σαῦρος, sâuros, "lucertola") è un genere estinto di grandi dinosauri teropodi carnivori vissuti nel Giurassico medio (stadio Bathoniano, circa 166 milioni di anni fa) nell'Inghilterra meridionale. Benché in passato resti di altre aree siano stati attribuiti a questo genere, gli unici fossili certamente riconducibili a Megalosaurus provengono dall'Oxfordshire e risalgono alla fase finale del Giurassico medio.
I primi reperti furono descritti nel XVII secolo e all'inizio vennero scambiati per resti di elefanti o di giganti. Nel 1824 William Buckland battezzò ufficialmente l'animale, facendone così il primo genere di dinosauro (non aviano) a ricevere un nome valido. La specie tipo, M. bucklandii, fu poi definita da Gideon Mantell nel 1827 in onore di Buckland. Nel 1842, Megalosaurus fu uno dei tre generi su cui Richard Owen basò il concetto di «Dinosauria». Su indicazione di Owen, ne fu realizzato un modello tra i celebri «dinosauri di Crystal Palace», che destò enorme interesse per i rettili preistorici. Nel tempo, oltre cinquanta specie diverse furono associate a questo genere, inizialmente perché pochi dinosauri erano ancora noti, ma la pratica continuò persino nel XX secolo, nonostante le numerose nuove scoperte. Oggi sappiamo che nessuna di quelle specie era realmente correlata a M. bucklandii, l'unico vero Megalosaurus. Poiché non si dispone di uno scheletro completo, molti aspetti della sua struttura restano incerti.
I primi studiosi lo immaginarono come una gigantesca lucertola quadrupede lunga oltre 20 metri. Nel 1842, tuttavia, Owen ridusse la stima a circa 9 metri, pur continuando a considerarlo un quadrupede. Grazie al confronto con parenti stretti all'interno della famiglia dei megalosauridi, i paleontologi moderni sono giunti a una ricostruzione più accurata, stimandone la lunghezza intorno ai 6 metri e il peso sui 700 chilogrammi. Era un bipede con tronco orizzontale bilanciato dalla coda, arti anteriori brevi ma robusti, testa piuttosto grande e denti lunghi e ricurvi, caratteristiche che lo rendevano un animale solido e muscoloso.
Nel periodo in cui visse, l'Europa era un arcipelago di isole all'interno dell'oceano Tetide, e Megalosaurus popolava l'isola formata dal cosiddetto Massiccio di Londra-Brabante, dove probabilmente ricopriva il ruolo di predatore al vertice della catena alimentare, convivendo con altri dinosauri come il grande sauropode Cetiosaurus.

## Scoperta e descrizione

### Il dente di Edward Lhuyd (esemplare OU 1328)

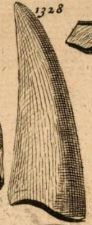
Possibile dente di Megalosaurus (OU 1328).

Nel 1699, Edward Lhuyd descrisse quello che riteneva essere il dente di un pesce, battezzato Plectronites e in seguito considerato parte di una belemnite, illustrandolo accanto al dente olotipo del sauropode Rutellum impicatum e a un altro dente, attribuito a un teropode. Studi successivi hanno dimostrato che quest'ultimo, noto come esemplare 1328 (collezione dell'Università di Oxford n. 1328, poi disperso), era quasi certamente la corona di un dente appartenente a una specie ignota di Megalosaurus. Denominato OU 1328, andò perduto e fu attribuito con certezza a Megalosaurus solo dopo la ridescrizione pubblicata da Delair e Sarjeant nel 2002.
OU 1328 fu raccolto a Caswell, vicino a Witney (Oxfordshire), probabilmente nel XVII secolo, diventando così il terzo fossile di dinosauro mai illustrato, dopo Scrotum humanum nel 1677 e Rutellum impicatum nel 1699.

### Scrotum humanum

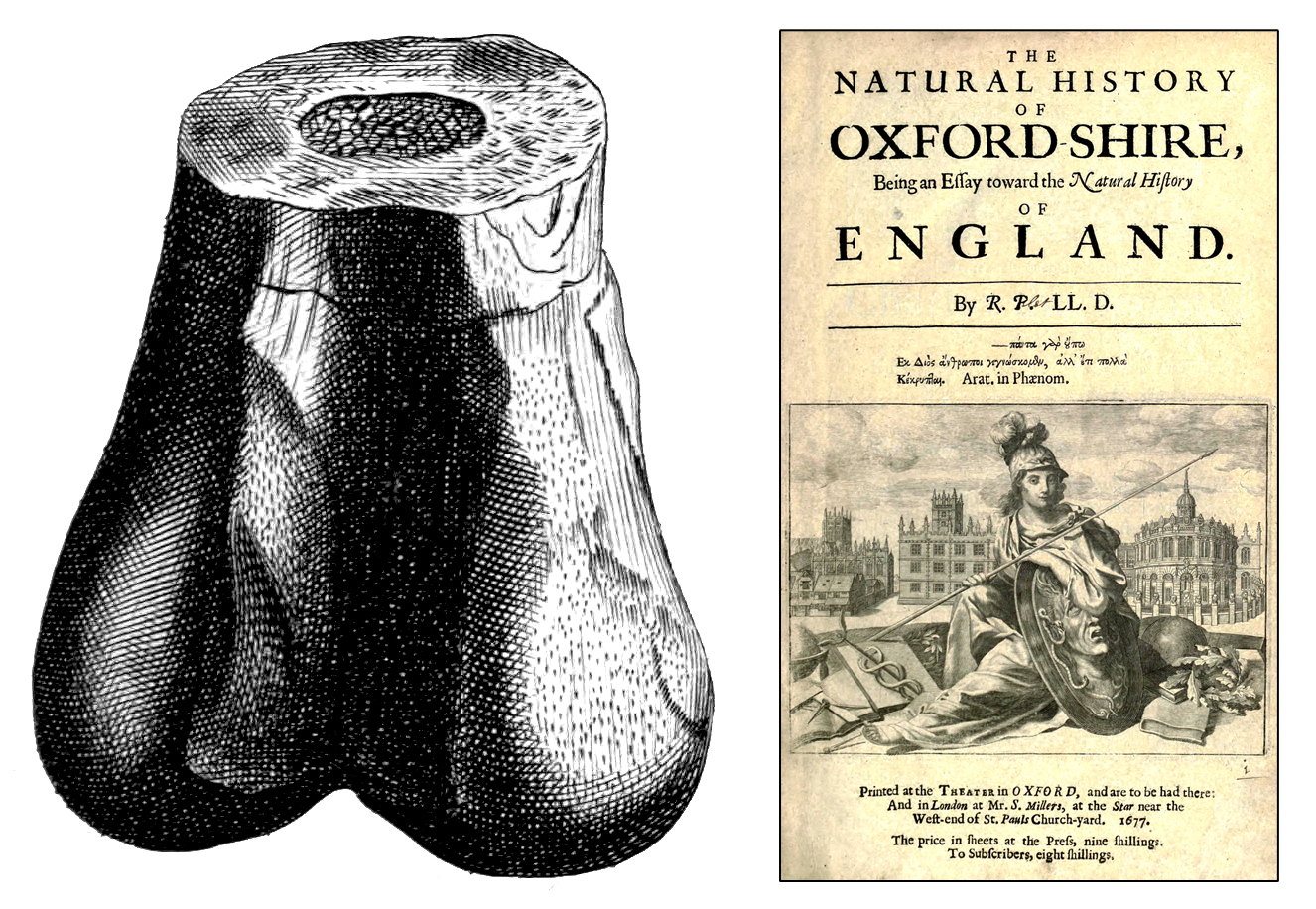
La copertina di Natural History of Oxfordshire di Robert Plot (1677) con l'illustrazione dell'estremità del femore nota come Scrotum humanum.

Megalosaurus potrebbe essere stato il primo dinosauro non aviano descritto nella letteratura scientifica. Nel 1676, una porzione di femore fu rinvenuta nella cava di pietra calcarea di Stonesfield, nell'Oxfordshire: Sir Thomas Pennyson ne fece dono a Robert Plot, primo docente di chimica all'Università di Oxford e in seguito curatore dell'Ashmolean Museum, che lo descrisse e illustrò nel suo Natural History of Oxfordshire, pubblicato nel 1677. Si trattava della prima illustrazione pubblicata di un osso di dinosauro. Plot riconobbe correttamente che si trattava dell'estremità inferiore di un femore appartenente a un animale di notevoli dimensioni, troppo grande per corrispondere a qualsiasi specie vivente al tempo in Inghilterra. Per questo motivo, pensò che provenisse dallo scheletro di un elefante da guerra impiegato dai romani in occasione della conquista della Britannia e successivamente che potesse provenire da uno di quei giganti di cui aveva parlato la Bibbia. L'osso andò poi perduto, ma l'illustrazione conservata è così dettagliata che alcuni studiosi in seguito l'hanno associato proprio a Megalosaurus.
Si è anche ipotizzato che a questo presunto osso di Megalosaurus sia stato attribuito il primo nome specifico mai assegnato a un dinosauro estinto. Nel 1763 Richard Brookes ripubblicò l'illustrazione di Plot utilizzando nella didascalia l'espressione Scrotum humanum, per la sua somiglianza a un paio di testicoli umani, anche se è possibile che tale denominazione fosse dovuta a un errore dell'illustratore e non dello stesso Brookes. Nel 1970, il paleontologo Lambert Beverly Halstead notò che l'appellativo Scrotum humanum rimandava in modo sospetto al sistema di denominazione binomiale genere-specie ideato da Linneo, padre della tassonomia, nel 1758 e negli anni precedenti, non solo per gli animali e le piante ma anche per le curiosità naturali che si rinvengono nelle rocce: il libro di Brookes puntava proprio a utilizzare questo metodo per le pietre curiose ritrovate in Inghilterra. Halstead concluse quindi che Brookes avesse volutamente seguito la nomenclatura binomiale, indicando di fatto un potenziale genere biologico. In base alle regole del Codice internazionale di nomenclatura zoologica (ICZN), Scrotum humanum avrebbe la priorità su Megalosaurus, essendo stato pubblicato prima; il fatto che Brookes sapesse bene che la pietra non fosse davvero un paio di testicoli pietrificati era irrilevante. Il nome venne estromesso dalla competizione per la priorità semplicemente perché non era più stato ritenuto valido dopo il 1899 e dunque poteva essere considerato un nomen oblitum, un «nome dimenticato» non valido.
Nel 1993, dopo la morte di Halstead, il suo amico William A. S. Sarjeant inoltrò alla Commissione internazionale di nomenclatura zoologica una richiesta per sopprimere formalmente la denominazione Scrotum humanum a favore di Megalosaurus, sostenendo che il presunto sinonimo più recente, Megalosaurus bucklandii, andasse reso nome conservato per garantirne la priorità. L'allora Segretario Esecutivo dell'ICZN, Philip K. Tubbs, stabilì che questo non era necessario, perché il nome Scrotum humanum era stato pubblicato solo in una didascalia, senza un'adeguata descrizione o diagnosi, l'unico esemplare era andato perduto, e non era certo che corrispondesse a Megalosaurus, piuttosto che a un altro teropode coevo.

### Le ricerche di Buckland

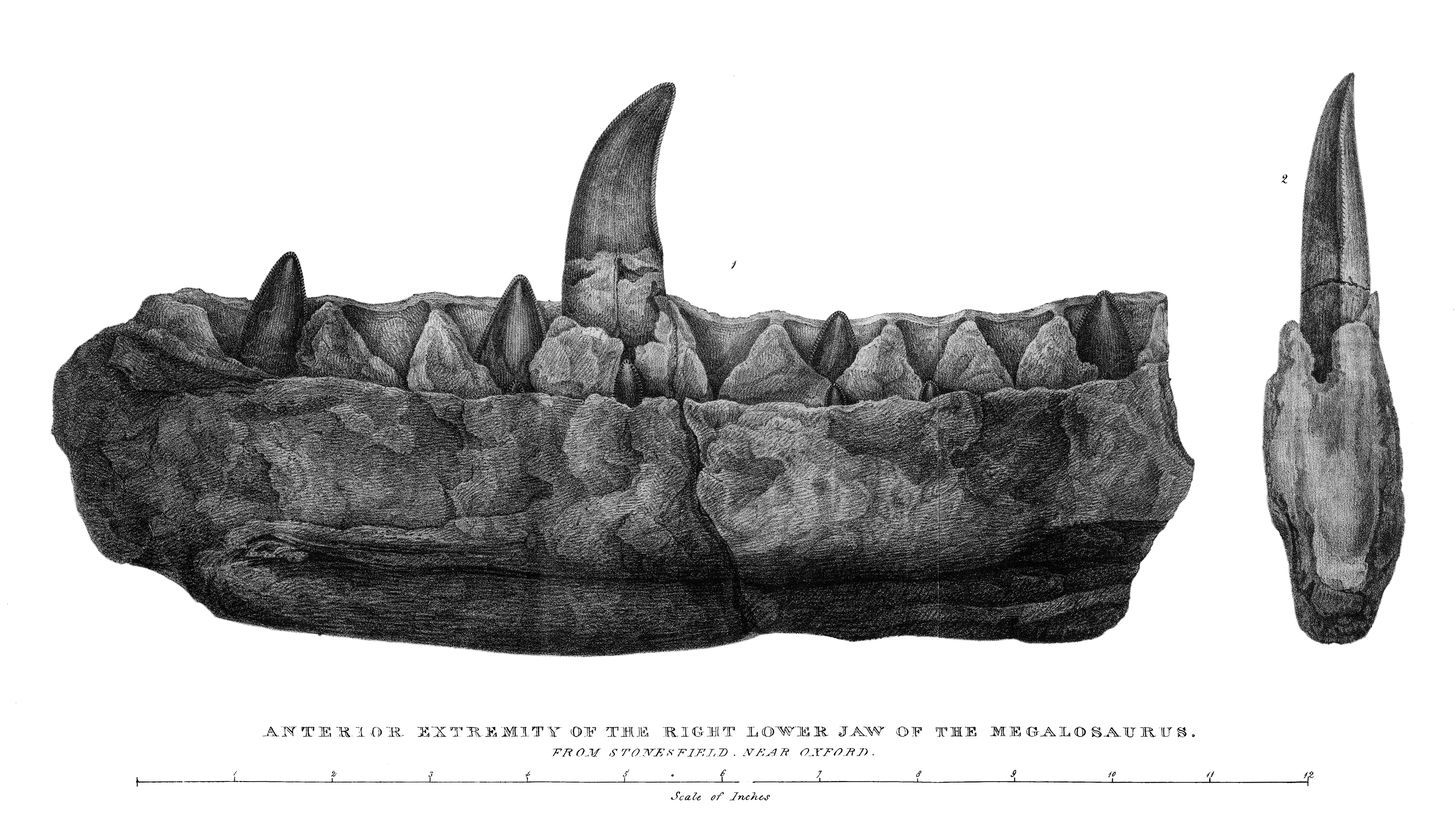
Litografia tratta da Notice on the Megalosaurus or great Fossil Lizard of Stonesfield (1824) di William Buckland. La didascalia recita: «estremità anteriore della mandibola destra del Megalosaurus di Stonesfield, presso Oxford».

Benché il fossile originario sia andato perduto, a Stonesfield furono successivamente ritrovati ulteriori campioni che finirono poi nelle collezioni di Oxford. Erano per lo più enormi ma frammentari, ed era pertanto impossibile identificare l'animale a cui erano appartenuti. Tuttavia, una mandibola con diversi denti in vari stati di crescita rinvenuta nel 1797 – e acquistata per conto di Oxford dall'anatomista e medico Christopher Pegge per la somma allora principesca di 10 scellini e 6 pence – venne collocata nelle raccolte anatomiche del Christ Church College di Oxford, dove Pegge insegnava.
All'inizio del XIX secolo, le ricerche proseguirono. Nel 1815, John Kidd segnalò la presenza di ossa di enormi tetrapodi, di nuovo presso la cava di Stonesfield. Gli strati in cui furono trovate sono attribuiti alla formazione nota oggi come Calcare di Taynton, risalente alla metà dello stadio Bathoniano del Giurassico. Tali reperti attirarono l'attenzione del naturalista William Buckland, professore di geologia all'Università di Oxford e decano del Christ Church. Per qualche tempo Buckland aveva osservato le enormi ossa della collezione Oxford provenienti dalla cava di ardesia di Stonesfield. Dopo la fine delle guerre napoleoniche, nel 1818, l'anatomista e paleontologo francese Georges Cuvier si recò a Oxford per vedere questi straordinari resti fossili. Cuvier li esaminò da vicino (specialmente la mascella con i denti da rettile, molti dei quali appena spuntati) e decise che erano i resti di un'enorme lucertola. Buckland e il suo amico William Conybeare continuarono a chiamarlo l'«enorme lucertola» (Huge Lizard), che Conybeare rese in greco con Megalosaurus (dal greco μέγας, megas, «grande»), termine che utilizzò in modo informale del 1822 in un articolo inedito destinato a essere pubblicato in uno dei volumi di Cuvier. James Parkinson pubblicò questo nome non ufficiale quello stesso anno, ma la sua pubblicazione non ebbe alcun impatto sulla storia della zoologia (accanto al nome non comparivano descrizioni o altre informazioni). Infine, il 20 febbraio 1824, Buckland presentò un documento su Megalosaurus all'incontro annuale della Società Geologica di Londra. In quello stesso incontro, Conybeare descrisse il primo plesiosauro, rinvenuto a Lyme Regis da Mary Anning. Pochi mesi dopo le descrizioni formali di Buckland (con illustrazioni delle ossa disegnate dalla moglie, Mary Morland) apparvero nelle Transactions of the Geological Society, dando a Megalosaurus un riconoscimento ufficiale. Megalosaurus fu dunque il primo genere di dinosauro non aviano a ricevere un nome, benché il primo i cui resti fossero stati descritti con certezza in precedenza fosse stato Streptospondylus, analizzato nel 1808 da Cuvier. Tuttavia, Buckland non assegnò a Megalosaurus un nome di specie, cosa non insolita all'inizio del XIX secolo, quando si considerava soprattutto l'importanza del genere, e nel 1826 Ferdinand von Ritgen lo battezzò Megalosaurus conybeari. Questo nome non riuscì mai ad affermarsi (tanto che oggi viene considerato un nomen oblitum, «nome dimenticato») e nel 1827 Gideon Mantell lo battezzò Megalosaurus bucklandii in onore dell'uomo che per primo lo aveva descritto scientificamente. Fino a tempi recenti si è spesso impiegata la forma Megalosaurus bucklandi, una variante pubblicata per la prima volta nel 1832 da Christian Erich Hermann von Meyer – talvolta attribuita erroneamente a von Ritgen – ma l'originario M. bucklandii mantiene la priorità.

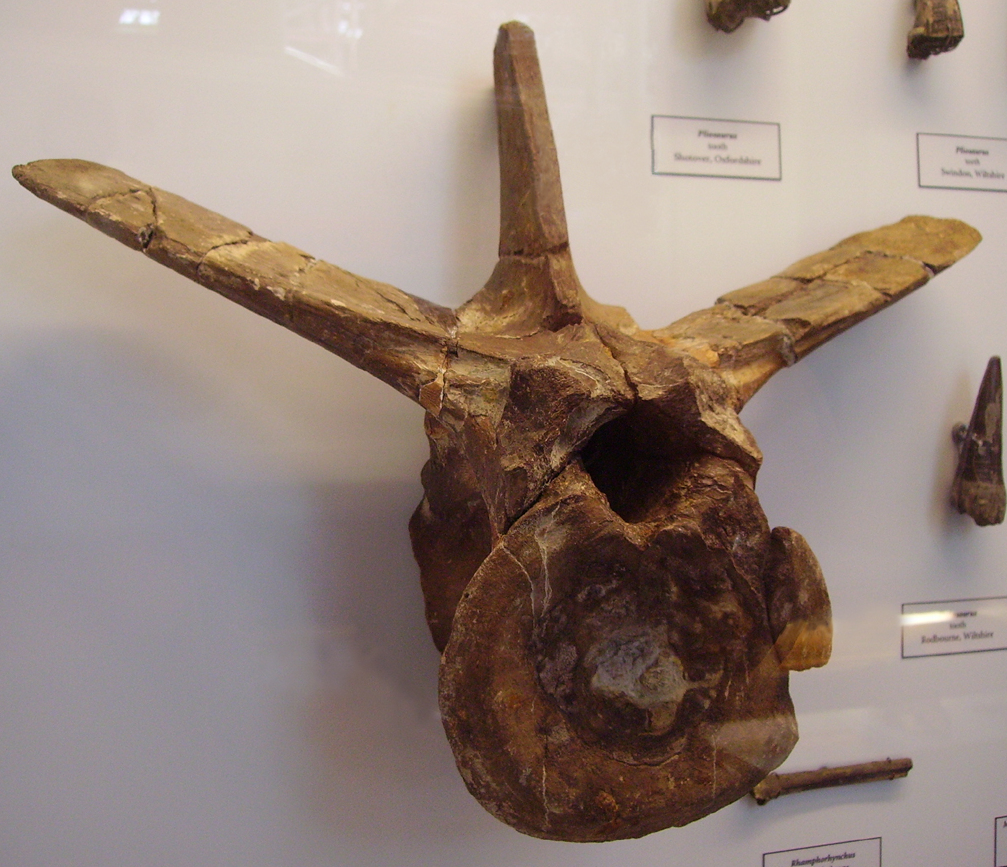
La presunta vertebra caudale di Megalosaurus (NHMUK PV R9672). La sommità della spina neurale, che doveva essere lunga il doppio, è spezzata.

Entro il 1824, Buckland disponeva di diversi fossili: OUM J13505 (un frammento di mandibola destra con un dente emerso), OUM J13577 (una vertebra dorsale posteriore), OUM J13579 (una vertebra caudale anteriore), OUM J13576 (un sacro formato da cinque vertebre sacrali), OUM J13585 (una costa cervicale), OUM J13580 (una costa), OUM J29881 (un ilio del bacino), OUM J13563 (una parte di osso pubico), OUM J13565 (un frammento di ischio), OUM J13561 (un femore) e OUM J13572 (la sezione inferiore di un secondo metatarso). Soltanto il sacro era articolato, mentre gli altri reperti provenivano da individui diversi, andando così a costituire una «serie di sintipi». Oggi le regole impongono di scegliere un singolo fossile che funga da esemplare tipo: nel 1990, Ralph Molnar designò come lectotipo il dentale (parte anteriore della mandibola) OUM J13505. Dal momento che Buckland non era abituato a confrontarsi con la peculiare struttura del bacino dei dinosauri, molto più alto rispetto a quello dei rettili comuni, interpretò in modo errato diversi ossi: scambiò il pube per un perone e l'ischio per una clavicola. Tuttavia, concluse che si trattava di un animale gigantesco, inserito nel gruppo denominato «Sauria» (che all'epoca comprendeva anche i coccodrilli) e lo classificò nel nuovo genere Megalosaurus, ribadendo la stima di Cuvier di circa 12 metri di lunghezza per gli esemplari più grandi.

### Le prime ricostruzioni

La ricostruzione del 1854 nel Crystal Palace Park, guidata da Richard Owen, presenta Megalosaurus come un quadrupede, ma oggi sappiamo che fosse bipede, come la maggior parte dei teropodi.

Buckland cercò di ricostruire l'aspetto dell'animale, ma aveva pochissimi elementi: solo una mascella e parte di un cranio, alcune ossa degli arti posteriori, ossa dell'anca e parte della colonna vertebrale. Poiché tutti pensavano che si trattasse di un'enorme lucertola, quasi tutte le ricostruzioni lo mostravano incedere su quattro enormi e tozzi arti. Analizzando la forma delle estremità posteriori, Buckland si rese conto che dovevano essere tenute in posizione verticale, quindi Megalosaurus non venne ricostruito come una gigantesca lucertola strisciante ma come un animale con testa di rettile e corpo elefantino. Nella sua descrizione originale del 1824, Buckland seguì Cuvier nel suggerire una lunghezza di circa 12 metri e un peso equivalente a quello di un elefante alto circa 2 metri. Nella versione a stampa della sua conferenza (influenzata dall'enorme portata delle scoperte di Mantell, il quale sosteneva di aver trovato un femore di proporzioni eccezionali, il doppio di quello appena descritto, che oggi sappiamo appartenesse a un Iguanodon o quantomeno a un iguanodontide, ma all'epoca ritenuto di Megalosaurus), Buckland incrementò la stima della lunghezza tra i 18 e i 21 metri, considerate le leggi dell'allometria – per cui animali più pesanti possiedono ossa relativamente più robuste. Non era possibile in realtà essere precisi perché non erano state ritrovate le ossa della coda. L'esistenza di Megalosaurus creò qualche difficoltà nell'ambiente cristiano ortodosso, poiché l'idea di un rettile con denti dall'aspetto malvagio contrastava con l'interpretazione letterale della Bibbia, con il leone che dimora accanto all'agnello e tutti gli animali che vivono in pace prima della caduta di Adamo. Buckland era un naturalista abbastanza bravo da respingere la ridicola idea che, con quei denti affilati e taglienti, Megalosaurus fosse vegetariano; invece, suggerì che Dio avesse assegnato a Megalosaurus un ruolo benigno: sbarazzarsi degli animali vecchi e malati «per diminuire la quantità totale di sofferenza animale».

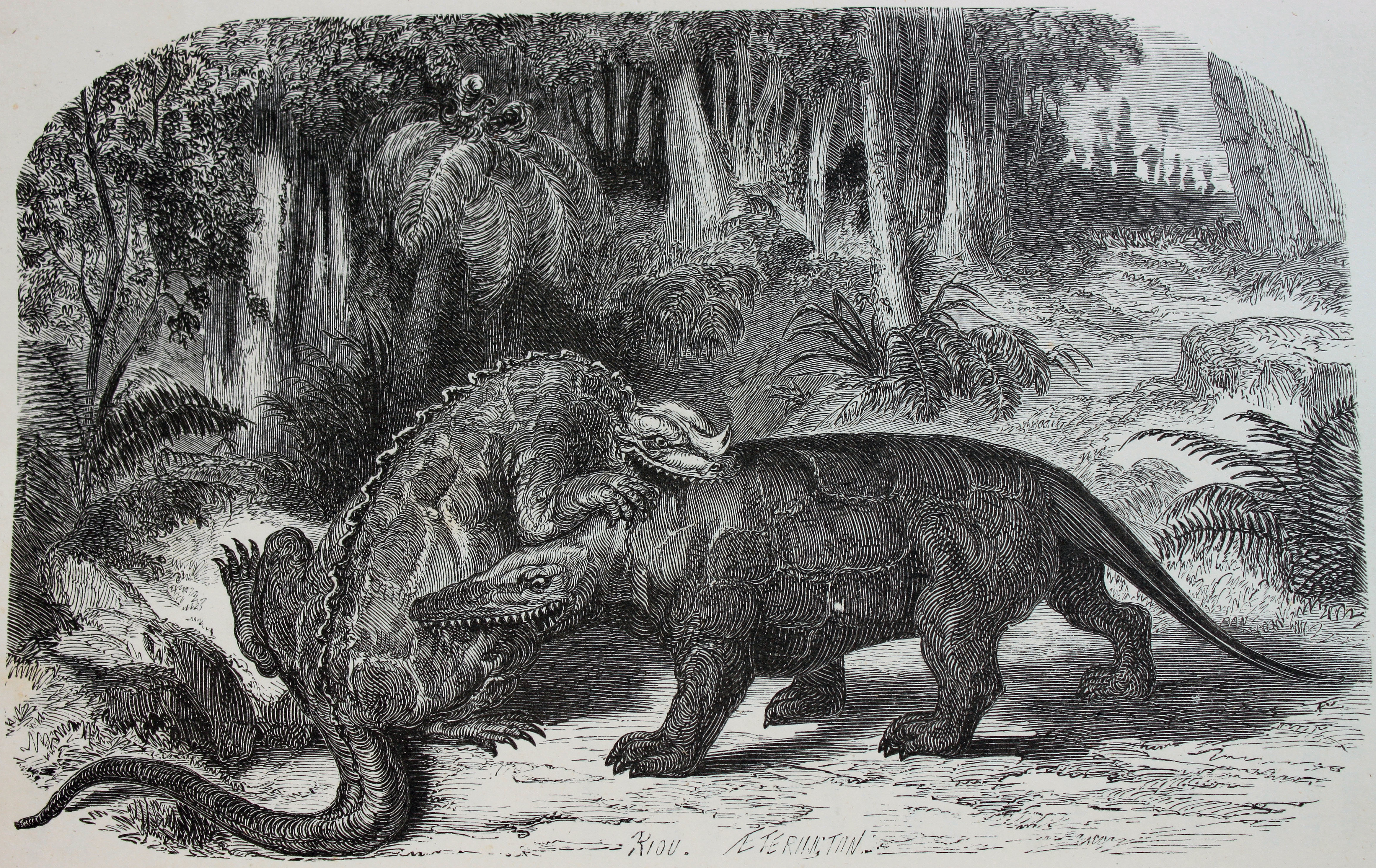
Lotta tra l'erbivoro Iguanodon e Megalosaurus in un disegno di Édouard Riou (1863).

Verso il 1840, divenne comune in Inghilterra sostenere la «trasmutazione delle specie» come parte di un progresso generale nel tempo, idea promossa anche da Robert Chambers. In risposta a tali posizioni, il 2 agosto 1841 Richard Owen dichiarò, in una conferenza alla British Association for the Advancement of Science, che alcuni gruppi di rettili preistorici avevano già raggiunto il livello organizzativo dei mammiferi moderni, escludendo quindi un progresso evolutivo lineare. Owen citò come esempio tre «rettili superiori»: Iguanodon, Hylaeosaurus e Megalosaurus, abbandonando la tradizionale visione di animali a postura bassa e ipotizzando per loro una corporatura eretta e un elevato metabolismo. Ne conseguì un ridimensionamento delle stime precedenti: invece di estrapolare dai rettili attuali, Owen sommò la lunghezza delle vertebre note, arrivando così a un totale di circa 9 metri per Megalosaurus. Nella versione a stampa della conferenza (1842), riunì i tre animali in un nuovo gruppo creando l'unità tassonomica Dinosauria, di cui Megalosaurus divenne uno dei tre membri «fondatori».

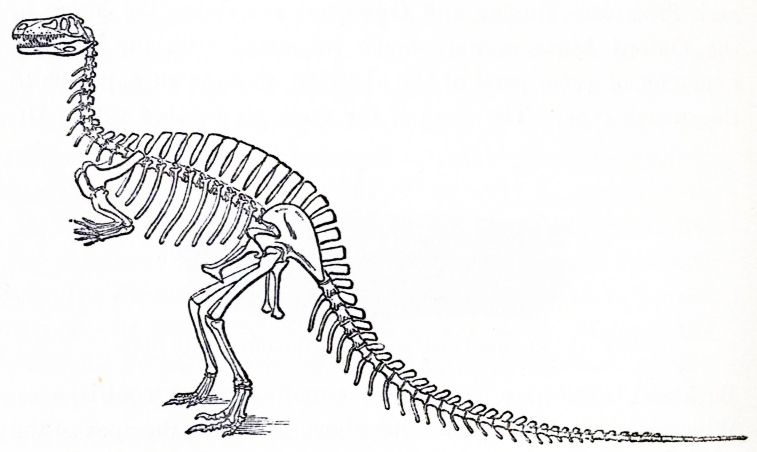
Ricostruzione di Megalosaurus di von Meyer anteriore al 1897, in posizione bipede e con lunghe spine neurali.

Nel 1852, Benjamin Waterhouse Hawkins ricevette l'incarico di realizzare un modello a grandezza naturale di Megalosaurus per l'esposizione di animali preistorici al Crystal Palace Park di Sydenham (dove è tuttora visibile). Sotto la supervisione di Owen, costruì una statua che rifletteva l'idea allora diffusa che Megalosaurus fosse un quadrupede dal portamento vagamente simile a un mammifero. La scultura presenta un evidente rigonfiamento sulle spalle, forse ispirato a una serie di spine vertebrali rinvenute nei primi anni 1850 e in seguito attribuite a un genere diverso, Becklespinax, ma che Owen considerava ancora parte di Megalosaurus. L'esposizione di queste riproduzioni contribuì a diffondere, almeno in Inghilterra, la consapevolezza che in epoche remote erano esistiti grandi rettili.
L'idea che i dinosauri carnivori, come Megalosaurus, fossero quadrupedi venne messa in dubbio per la prima volta nel 1859, quando fu descritto il piccolo dinosauro teropode Compsognathus proveniente dal Calcare di Solnhofen, e il primo dinosauro evidentemente bipede entrò pertanto nella letteratura scientifica. Questo dinosauro era così piccolo che pochi pensavano di paragonarlo a Megalosaurus. Nel 1870 alcuni operai che lavoravano nel Summertown Brick Pit, a nord di Oxford, scoprirono uno scheletro quasi completo di un altro grande dinosauro teropode. Esso venne rinvenuto nell'Oxford Clay, in giacimenti risalenti al Giurassico medio leggermente più antichi del Calcare di Taynton che aveva fornito Megalosaurus. A causa della sua forte somiglianza con la specie di Buckland, fu inizialmente classificato col nome di Megalosaurus bucklandii, ma alla fine fu battezzato Eustreptospondylus. Questo scheletro era sufficientemente completo da dare ai paleontologi un'idea delle giuste proporzioni e della postura di Megalosaurus. John Phillips, lo scienziato che per primo descrisse Eustreptospondylus (allora chiamato Megalosaurus), ben presto riorganizzò i fossili del Megalosaurus oxfordiano nella giusta posa bipede, tenuta in posizione da fogli di cartone. Negli anni tra il 1870 e il 1880, la scoperta di scheletri completi di Allosaurus nel Nord America confermò ulteriormente la postura bipede e le strutture degli arti dei più piccoli dinosauri teropodi. Oggi la maggior parte dei fossili originali di Buckland sono esposti all'Oxford Musem of Natural History di Oxford, nella giusta posizione.

### Ritrovamenti successivi diMegalosaurus bucklandii

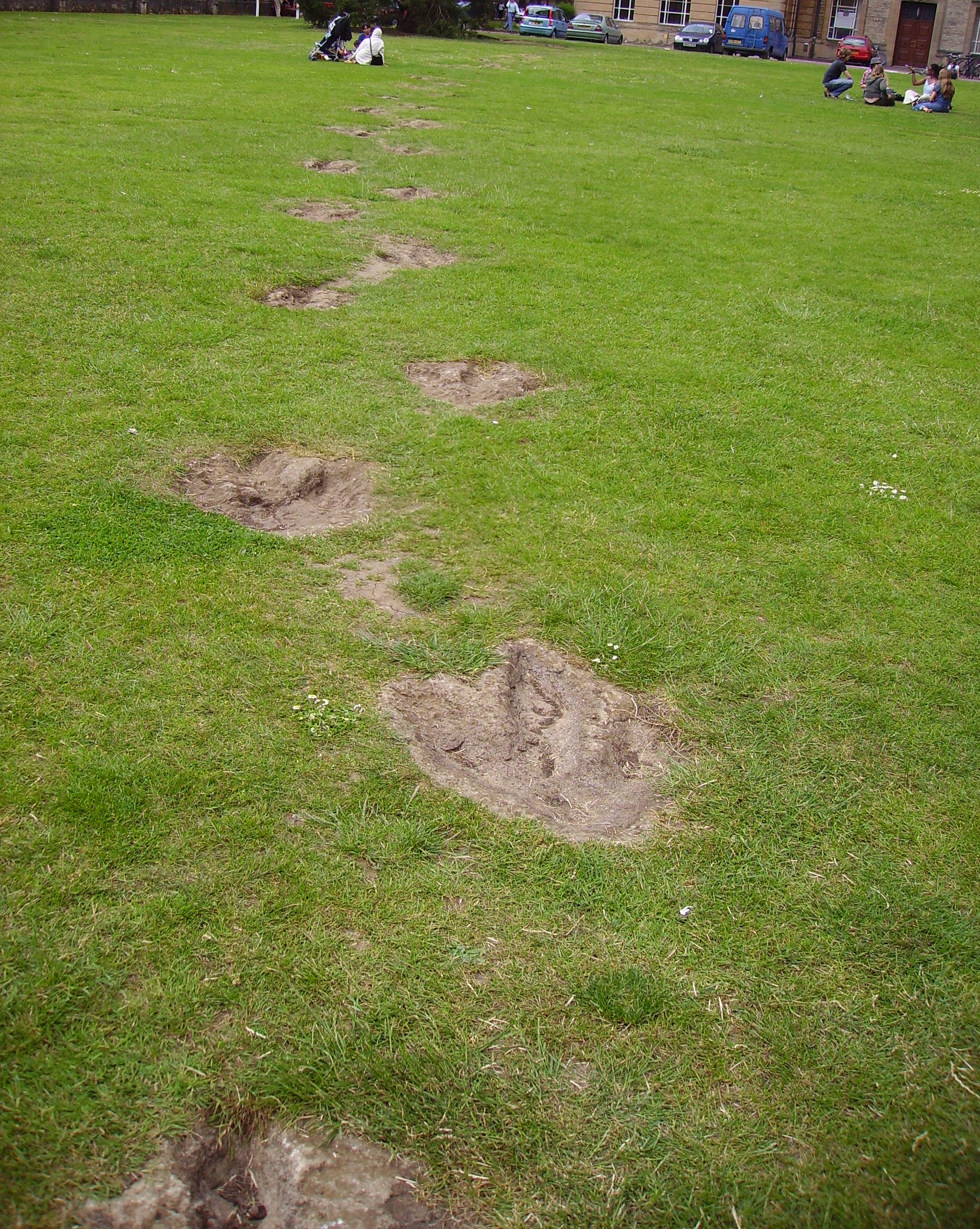
Replica delle impronte di teropode attribuite a Megalosaurus all'Oxford University Museum of Natural History.

Le cave di Stonesfield, attive fino al 1911, continuarono a fornire fossili di Megalosaurus bucklandii, in gran parte ossa isolate del bacino e degli arti posteriori, mentre vertebre e ossa craniche risultarono piuttosto rare. Nel 2010, Roger Benson contò complessivamente 103 reperti rinvenuti a Stonesfield appartenenti ad almeno sette individui. Rimane controverso se tale materiale rappresenti un unico taxon: nel 2004, Julia Day e Paul Barrett ipotizzarono l'esistenza di due morfotipi, basandosi su piccole differenze riscontrate nei femori; Benson inizialmente sostenne questa tesi, ma nel 2010 concluse che tali divergenze fossero illusorie. Un frammento di mascella superiore (OUM J13506) fu assegnato nel 1869 da Thomas Henry Huxley a M. bucklandii; tuttavia, Robert Bakker lo ritenne nel 1992 parte di un sinraptoride, mentre nel 2007 Darren Naish propose si trattasse di una specie distinta appartenente agli abelisauroidei. Nel 2010, Benson fece notare che il frammento era sostanzialmente indistinguibile dalle altre mascelle di M. bucklandii note, cui peraltro non era mai stato confrontato dagli autori precedenti.

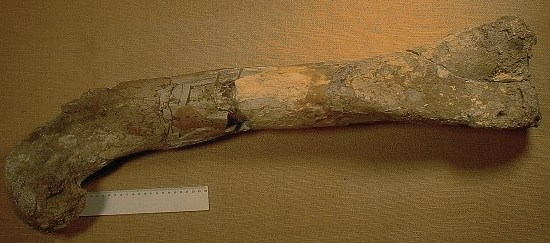
Il femore rinvenuto in Francia.

A parte i reperti rinvenuti nella formazione del Calcare di Taynton, nel 1939 Sidney Hugh Reynolds attribuì a Megalosaurus alcuni resti trovati nella più antica formazione di Chipping Norton (inizio del Bathoniano), costituiti da una trentina di denti e ossa singole. Benché la discrepanza d'età geologica renda problematica l'identificazione con M. bucklandii, nel 2009 Benson non riscontrò differenze anatomiche rilevanti con la specie nei fossili del sito di New Park Quarry, confermandone perciò l'attribuzione. In un altro giacimento (Oakham Quarry), invece, il materiale comprendeva un ilio chiaramente diverso.
Talvolta, sono state riferite a Megalosaurus (o all'icnogenere Megalosauripus) anche tracce fossili. Nel 1997, in una cava calcarea presso Ardley (20 km a nord-est di Oxford), fu scoperta una serie di impronte fossili (icniti) attribuite in gran parte a Megalosaurus e forse anche a Cetiosaurus, alcune delle quali sono riprodotte sul prato dell'Oxford University Museum of Natural History. Una pista mostra chiaramente un teropode che accelera dal passo alla corsa. Secondo Benson, tale attribuzione non può ritenersi definitiva, in quanto le orme non presentano caratteri esclusivi di Megalosaurus, e in ogni caso andrebbero circoscritte a fossili coevi a quelli di M. bucklandii. Nel 2024, in una cava vicina a Bicester, sono emerse altre cinque sequenze di orme, una delle quali presenta inequivocabili caratteristiche di un grosso teropode tridattilo riconducibile a Megalosaurus.
Rinvenimenti provenienti da siti al di fuori dell'Inghilterra, specialmente in Francia, sono stati storicamente attribuiti a M. bucklandii nel XIX e XX secolo, ma nel 2010 Benson li ha ritenuti o chiaramente differenti oppure troppo frammentari per un'identificazione certa.

## Descrizione

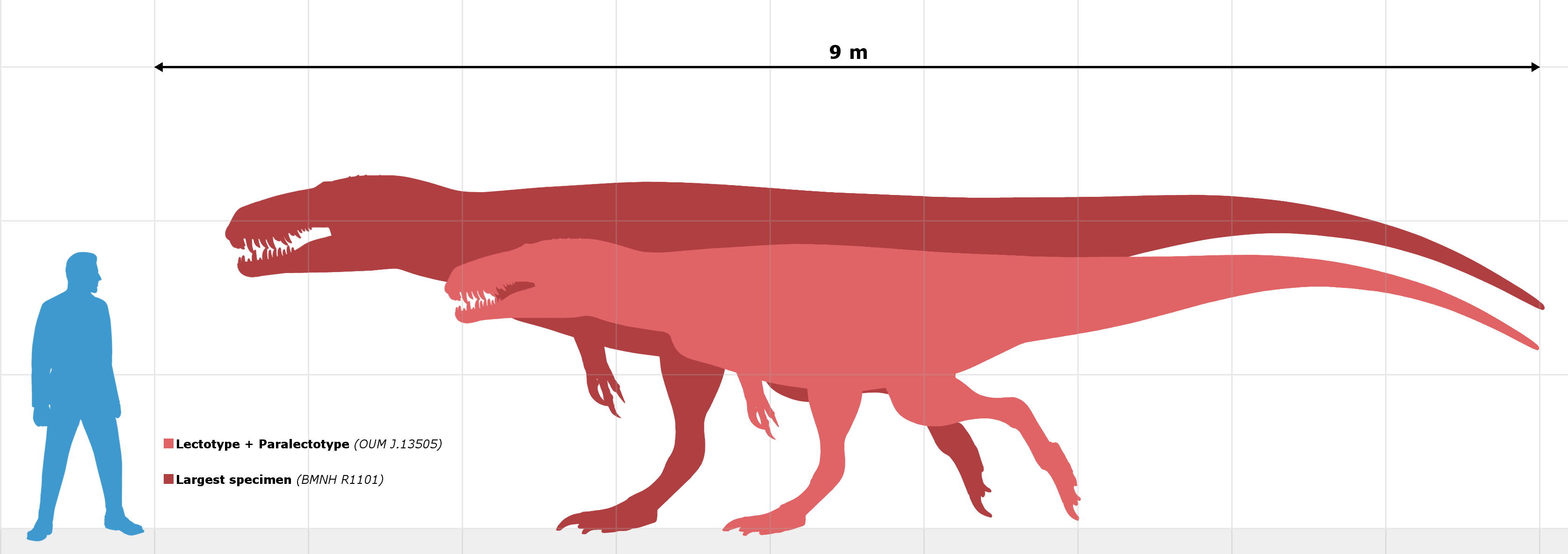
Confronto delle dimensioni (essere umano in blu, lectotipo in rosa, esemplare più grande in rosso).

Fin dai primi ritrovamenti, sono emerse numerose altre ossa attribuite a Megalosaurus, ma non è mai stato rinvenuto uno scheletro completo. Di conseguenza, i dettagli del suo aspetto fisico rimangono incerti. Nel 2010, tuttavia, Benson ha pubblicato uno studio osteologico completo su tutto il materiale noto.

### Dimensioni e struttura generale

Diagramma che mostra le ossa conosciute; con il materiale del lectotipo e paralectotipo in bianco, ed elementi provenienti da altri esemplari in blu.

Tradizionalmente, la maggior parte delle fonti, rifacendosi alle stime di Owen del 1841, attribuisce a Megalosaurus una lunghezza di circa 9 metri. L'assenza di una serie vertebrale dorsale articolata rende però difficile stabilire dimensioni precise. Nel 1984, David Norman suggerì una lunghezza compresa tra i 7 e gli 8 metri, mentre nel 1988 Gregory S. Paul stimò un peso approssimativo di 1,1 tonnellate basandosi su un femore lungo 76 centimetri. Con l'inizio del XXI secolo, la tendenza a limitare il materiale certo al solo lectotipo portò a valutazioni ancor più ridotte, escludendo reperti di attribuzione incerta. Nel 2010, lo stesso Paul stimò per Megalosaurus una lunghezza di 6 metri e un peso di 700 chilogrammi. Sempre nel 2010, Roger Benson sottolineò tuttavia che, nonostante dimensioni considerate «medie», Megalosaurus risultava tra i teropodi più grandi del Giurassico medio. L'esemplare NHMUK PV OR 31806, un femore di 803 millimetri, suggerirebbe infatti un peso di 943 chilogrammi adottando il metodo di estrapolazione di J. F. Anderson, pur sapendo che tale modello, ideato per i mammiferi, tende a sottostimare di almeno un terzo la massa dei teropodi. Inoltre, il femore OUM J13561 raggiunge una lunghezza di circa 86 centimetri.

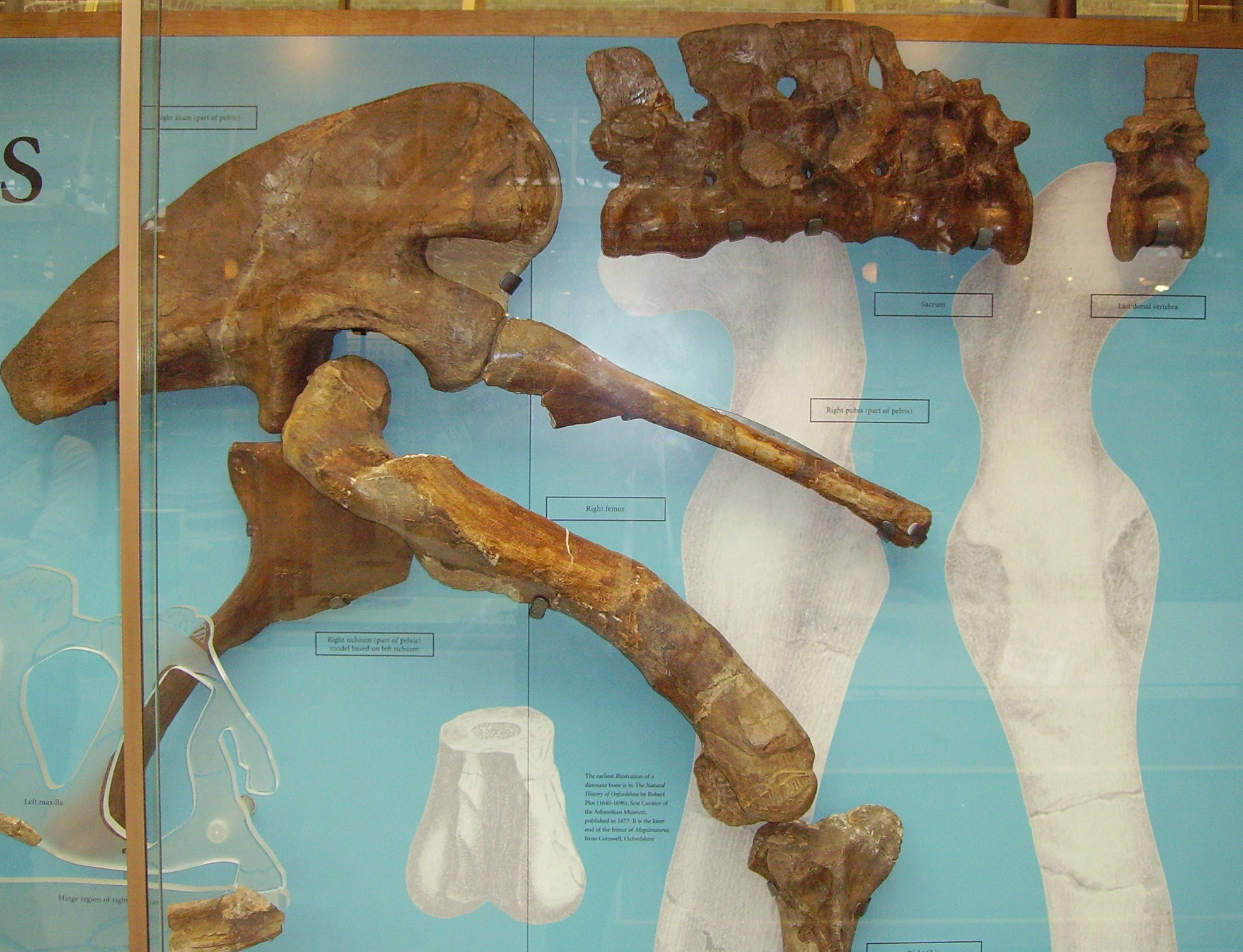
Anca, femore e sacro

In generale, Megalosaurus mostrava la struttura tipica di un grande teropode: era bipede, con il tronco orizzontale bilanciato da una lunga coda anch'essa orizzontale. Gli arti posteriori erano lunghi e robusti, dotati di tre dita rivolte in avanti per sostenere il peso, mentre gli arti anteriori risultavano relativamente brevi ma eccezionalmente massicci e probabilmente provvisti di tre artigli. In quanto carnivoro, era munito di un cranio allungato e di denti lunghi e affilati, ideali per lacerare la carne delle prede. Il suo scheletro, molto ossificato, testimonia un animale muscoloso e robusto, anche se il segmento inferiore della zampa non era massiccio quanto quello di Torvosaurus, suo stretto parente.

### Cranio e mandibola

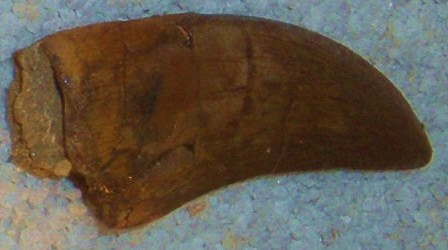
Dente attribuito a M. bucklandii.

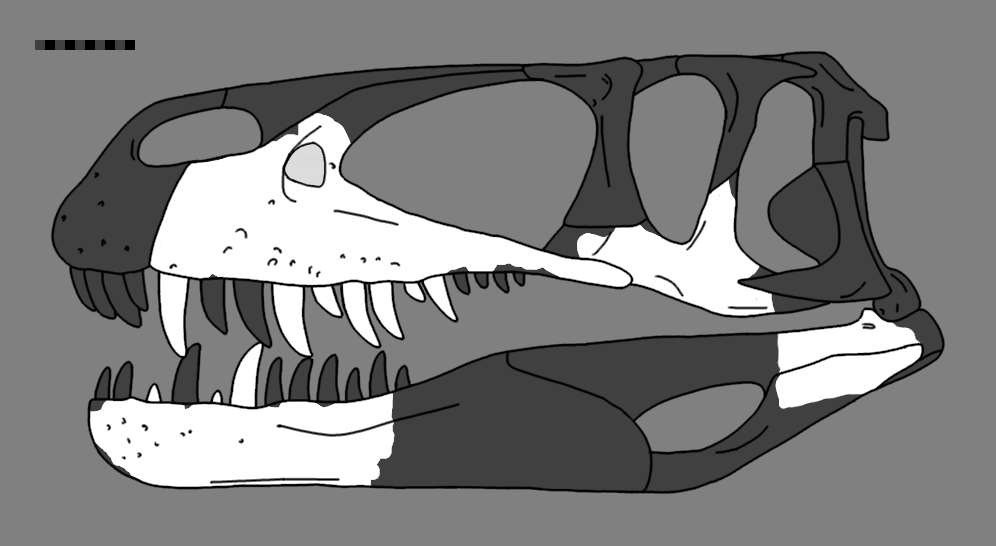
Ricostruzione ipotetica del cranio basata sul suo stretto parente Torvosaurus.

Il cranio di Megalosaurus è poco conosciuto. Gli elementi cranici rinvenuti appaiono in genere piuttosto grandi rispetto al resto dello scheletro, il che potrebbe essere casuale oppure indicare che l'animale possedeva una testa isolitamente voluminosa. Non si conosce il premascellare, dunque non è possibile stabilire se il profilo del muso fosse arcuato o rettangolare; tuttavia, la brevità del ramo anteriore del mascellare lascia pensare a un muso relativamente tozzo. Davanti alla finestra antorbitale si osserva un'incurvatura minore, priva di fori, probabilmente omologa alla finestra mascellare. Il mascellare ospitava 13 denti, piuttosto grandi e con una corona lunga fino a sette centimetri, sostenuti posteriormente da alte piastre interdentarie triangolari non fuse. I margini taglienti mostravano 18-20 denticoli per centimetro, e la formula dentaria complessiva era probabilmente 4, 13-14/13-14. Il giugale era pneumatizzato, forato da un ampio canale collegato alla finestra antorbitale e probabilmente scavato da un'estensione del sacco aerifero presente nell'osso nasale. Tale livello di pneumatizzazione del giugale, ignoto in altri megalosauridi, potrebbe rappresentare un'autapomorfia peculiare di questa specie.

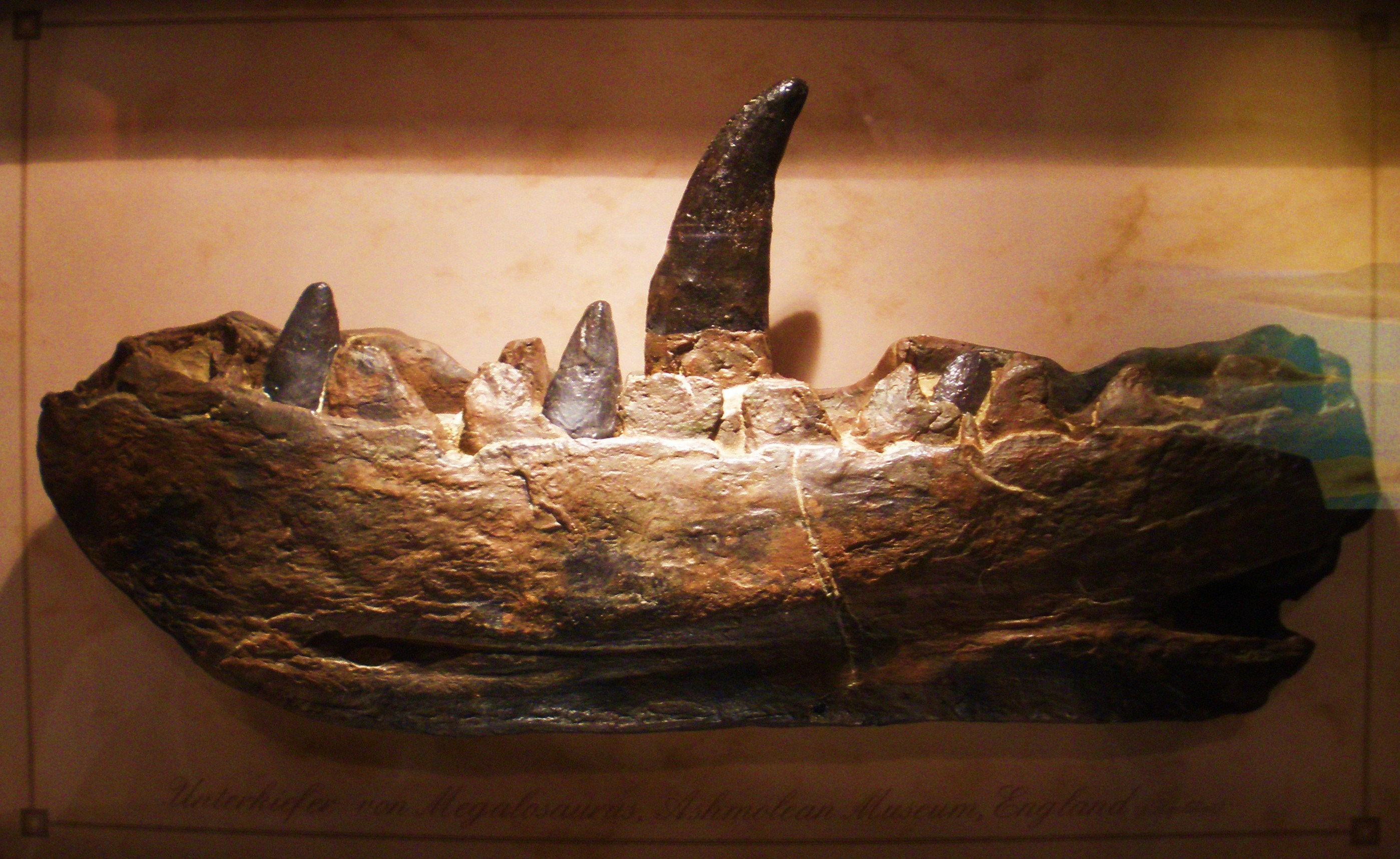
Calco della mandibola.

La mandibola era piuttosto robusta e, vista dall'alto, mostrava una conformazione piuttosto lineare, senza un marcato allargamento in punta, a suggerire un muso stretto nell'insieme. Alcuni caratteri descritti nel 2008 come autapomorfie si sono rivelati in realtà dovuti a danni subiti dal fossile. Esiste però un insieme di tratti distintivi, tra cui un'ampia scanalatura longitudinale sul lato esterno (in comune con Torvosaurus), la piccola terza corona dentaria e un canale vascolare sotto la fila di piastre interdentarie, chiuso soltanto a partire dalla quinta posizione dentaria. Il numero di denti nel dentale era probabilmente di 13 o 14, sebbene nei reperti danneggiati conservati non se ne vedano più di 11. Le piastre interdentarie della mandibola sono lisce all'interno, mentre quelle della mascella presentano scanalature verticali, un dettaglio condiviso anche da Piatnitzkysaurus. Il sovrangolare non mostra né una sporgenza ossea né un rilievo sulla sua superficie esterna. Lateralmente, davanti all'articolazione mascellare, è presente un forame sovrangolare posteriore di forma ovale, mentre non si osserva un secondo forame anteriore.

### Colonna vertebrale

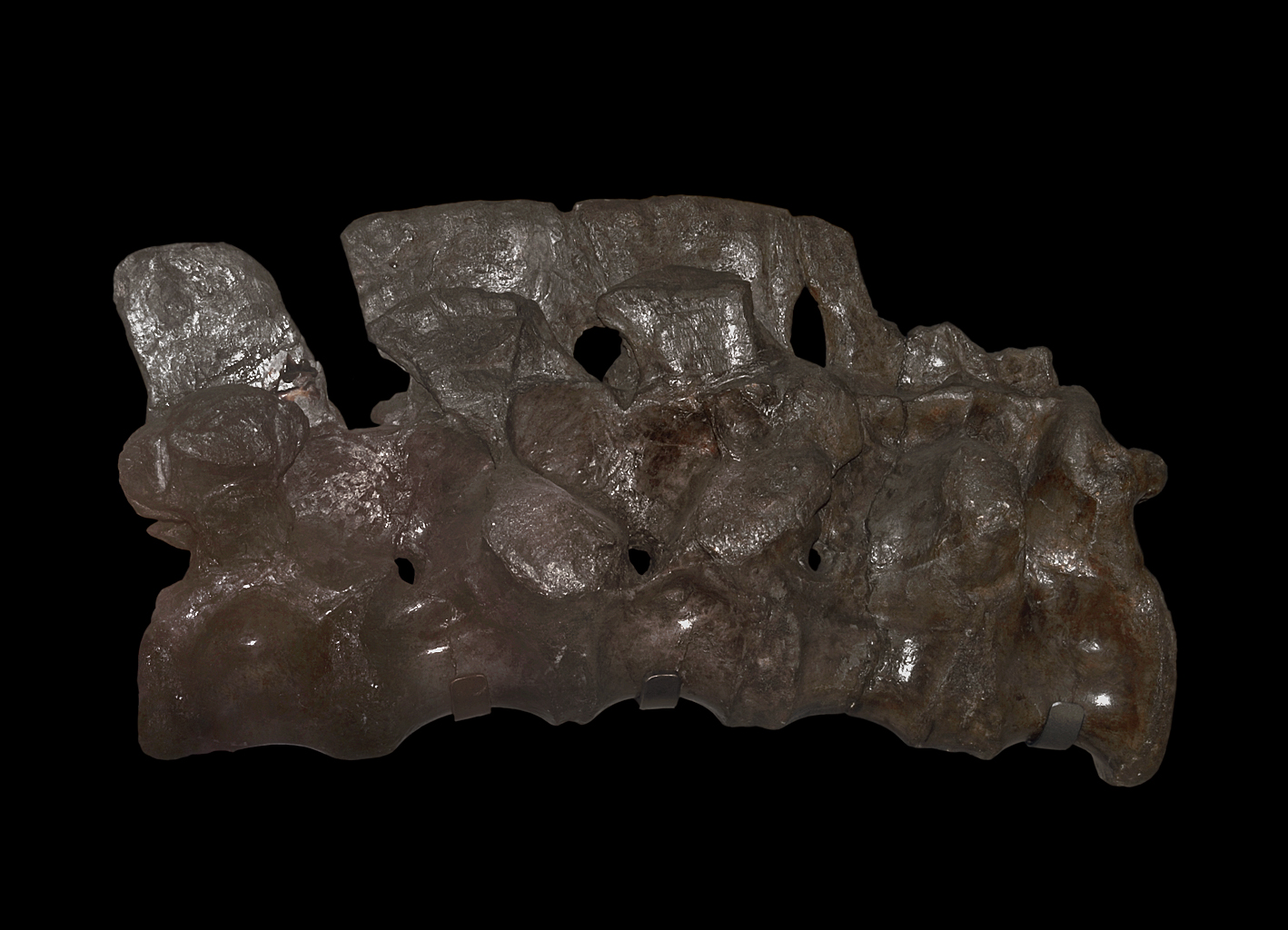
OUM J13576, un sacro articolato.

Sebbene il numero esatto non sia noto, la colonna vertebrale di Megalosaurus era probabilmente suddivisa in 10 vertebre cervicali, 13 dorsali, 5 sacrali e fra 50 e 60 caudali, in linea con quanto si riscontra comunemente nei tetanuri basali.
Nel materiale proveniente da Stonesfield non sono presenti vertebre cervicali, ma dal sito di New Parry Quarry è nota una singola vertebra del collo (NHMUK PV R9674) piuttosto danneggiata nella parte anteriore, il cui punto di frattura rivela ampie cavità interne. Nel complesso, questa vertebra risulta molto pneumatizzata, con grandi pleuroceli (incavature pneumatiche) sui lati. La superficie posteriore del centro vertebrale è fortemente concava e le costole cervicali appaiono corte. Le prime vertebre dorsali mostrano una leggera opistocelìa, con le faccette anteriori del centro vertebrale convesse e quelle posteriori concave; sono inoltre profondamente carenate, poiché la cresta sul lato inferiore rappresenta circa il 50% dell'altezza totale del centro vertebrale. Le dorsali anteriori possiedono forse un pleurocele al di sopra della diapofisi, il processo che articola la costola inferiore. Le vertebre dorsali posteriori, secondo Benson, non sarebbero pneumatizzate; risultano leggermente anficele, con le faccette del centro vertebrale concave sia anteriormente sia posteriormente. Presentano processi articolari secondari che formano un complesso iposfene-ipantro, dove l'iposfene ha sezione trasversale triangolare. L'altezza delle spine neurali di queste vertebre non è nota, ma una spina particolarmente alta in una vertebra caudale del materiale di New Park Quarry (NHMUK PV R9677) suggerisce la probabile esistenza di una sorta di cresta in corrispondenza dell'area dell'anca. Nelle cinque vertebre del sacro, le spine neurali si saldano superiormente a formare una piastra sopraneurale. Le facce inferiori delle vertebre sacrali sono arrotondate, anche se la seconda sacrale presenta una carenatura (di solito è la terza o la quarta vertebra sacrale a mostrare una cresta). Queste vertebre sembrano prive di pneumatizzazione, pur avendo cavità ai lati. Le vertebre della coda sono leggermente anficele, con le faccette del centro vertebrale concave sia sul lato anteriore sia su quello posteriore; possiedono depressioni ai lati e un solco longitudinale sulla superficie inferiore. Le spine neurali alla base della coda sono alte e appiattite trasversalmente, arrivando a costituire oltre la metà dell'altezza totale della vertebra.

### Scheletro delle appendici

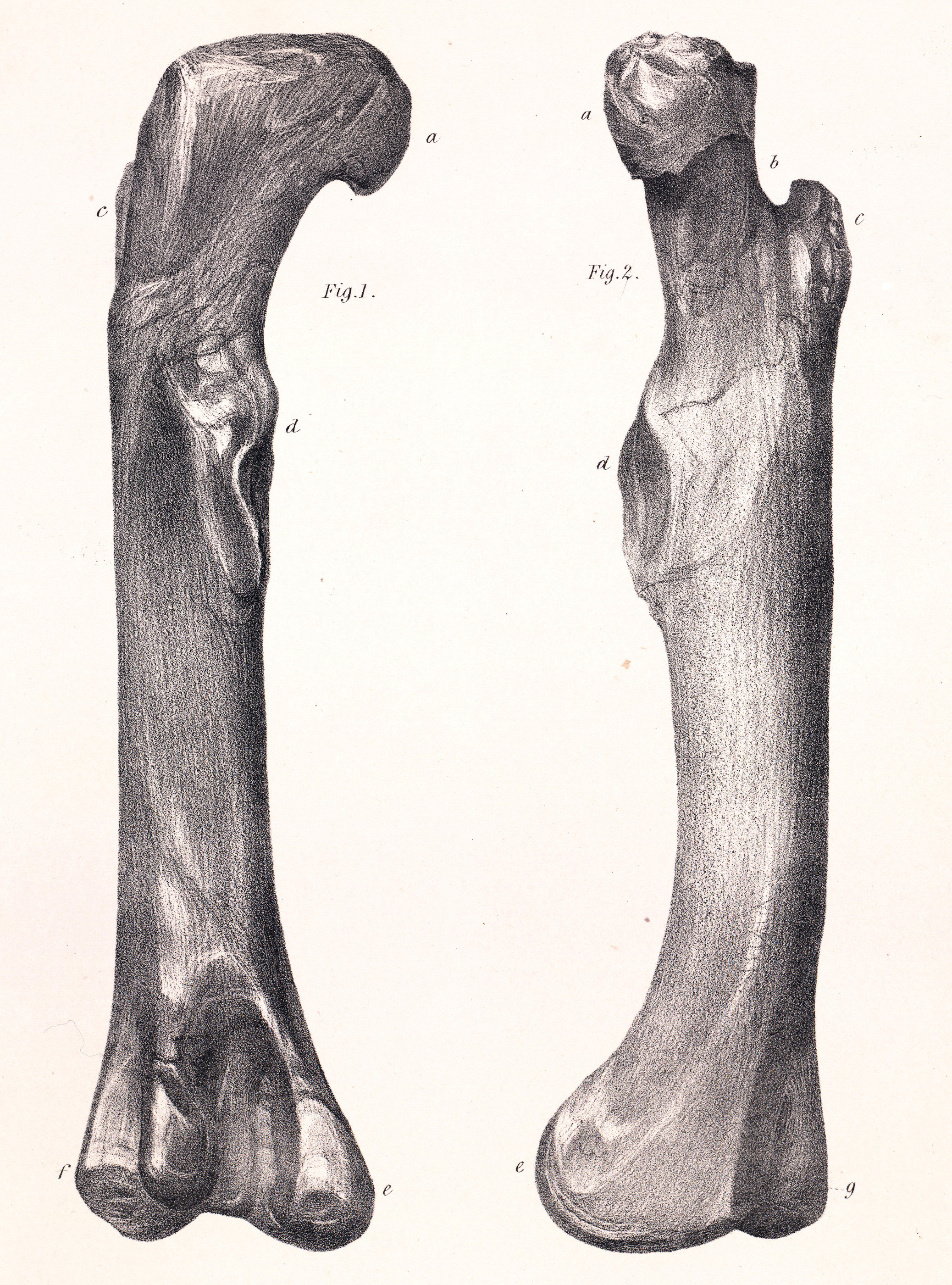
Il femore, veduta posteriore (sinistra) e mediale (destra) in una litografia del XIX secolo di James Erxleben.

La scapola è corta e larga, con una lunghezza pari a circa 6,8 volte la larghezza minima, una caratteristica rara e primitiva tra i tetanuri. In prospettiva laterale, la sua parte superiore è leggermente curva verso il posteriore. Sul lato esterno inferiore dell'osso scorre una larga cresta che parte appena sotto l'articolazione della spalla e si estende fino a metà lunghezza, dove si fonde gradualmente con la superficie della scapola. Il bordo anteriore centrale, lungo circa il 30% della sua estensione, si assottiglia formando una lieve sporgenza. Complessivamente, la scapola contribuisce per circa la metà alla formazione dell'articolazione della spalla, la quale è orientata obliquamente lateralmente e verso il basso. In tutti i reperti conosciuti, il coracoide risulta fuso con la scapola, costituendo un unico elemento, lo scapolocoracoide, privo di suture visibili. Quest'ultimo si presenta come una piastra ossea di forma ovale, con il lato più lungo aderente alla scapola; è attraversato da un ampio forame ovale, pur non possedendo il tipico rilievo per l'inserzione dei muscoli del braccio superiore.
L'omero è estremamente robusto e mostra estremità superiore e inferiore fortemente espanse. Il campione OUMNH J.13575 misura 388 millimetri di lunghezza, e la circonferenza del suo corpo equivale a circa la metà della lunghezza totale. La testa dell'omero si estende anteriormente e posteriormente in grosse sporgenze che, insieme, formano una massiccia piastra ossea. Sulla parte anteriore esterna del corpo osseo si trova una grande cresta deltopettorale di forma triangolare, punto di inserzione per il Musculus pectoralis major e il Musculus deltoideus, che si estende per circa la metà superiore dell'omero, con l'apice posizionato piuttosto in basso. L'ulna è altrettanto notevole per la sua robustezza: l'unico esemplare conosciuto, NHMUK PV OR 36585, è lungo 232 millimetri e presenta una circonferenza minima di 142 millimetri. Essa risulta dritta in vista anteriore e possiede un ampio olecrano, punto di attacco per il Musculus triceps brachii. Non sono invece noti reperti relativi al radio, al polso o alla mano.

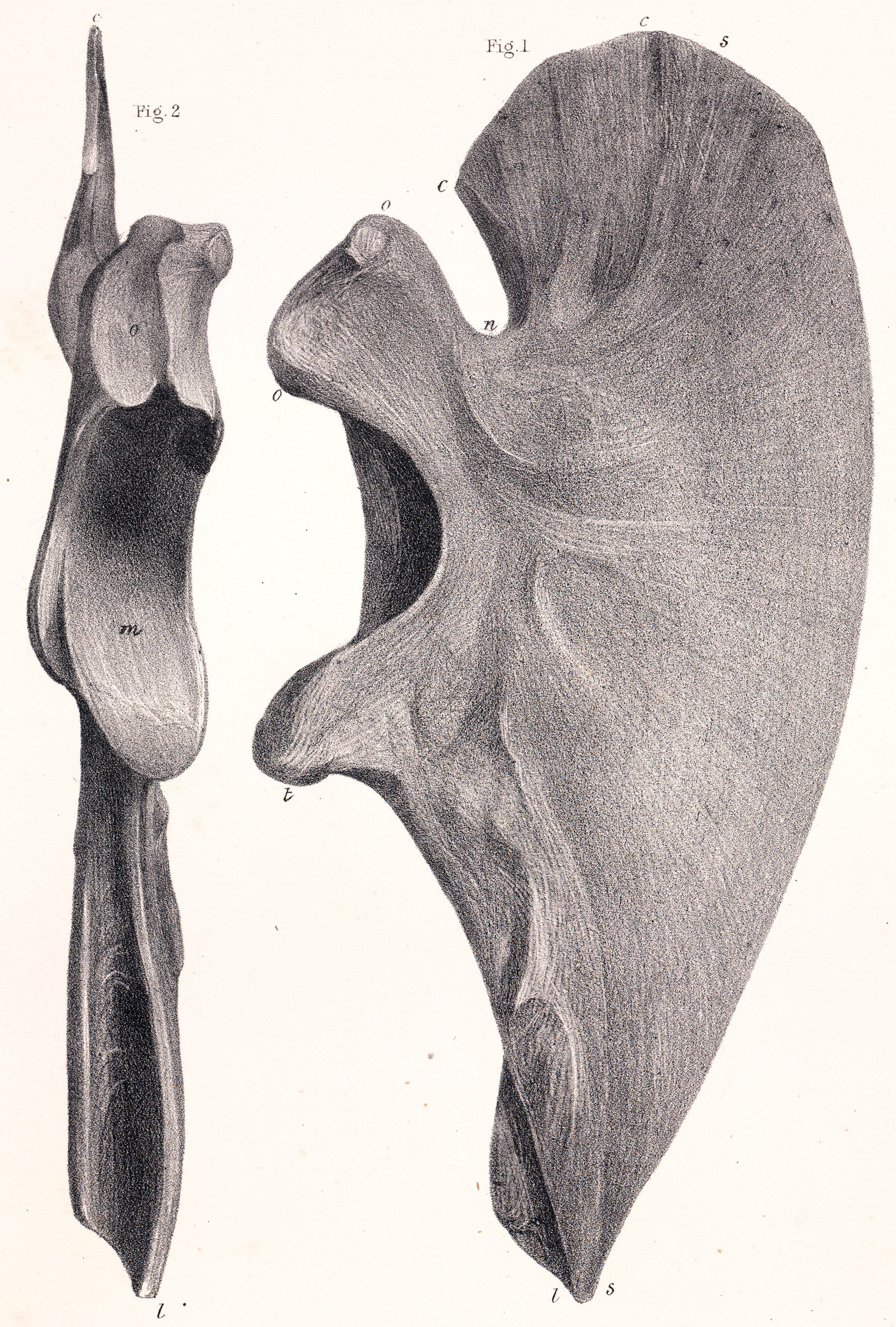
L'ilio in una litografia del XIX secolo di James Erxleben.

L'ilio è lungo e basso, con un profilo superiore convesso. La sua lamina anteriore, di forma triangolare e piuttosto corta, termina in un piccolo punto cadente, separato da una scanalatura dal peduncolo pubico. La lamina posteriore appare grossomodo rettangolare, mentre il lato esterno dell'ilio è concavo, costituendo la superficie di inserzione del Musculus iliofemoralis, il principale muscolo della coscia. Sopra l'articolazione dell'anca, su questa superficie, si osserva una bassa cresta verticale con marcate scanalature. La parte inferiore della lamina posteriore è scavata da una fessura stretta ma profonda che forma una mensola ossea per l'inserzione del Musculus caudofemoralis brevis. Il lato interno della lamina posteriore non corrisponde a quello esterno, apparendo come una «lamina mediale» separata, visibile in due punti: nell'angolo tra il lato esterno e il peduncolo ischiatico, e come una piccola superficie retrostante l'estremo margine posteriore. Il pube risulta dritto, e le ossa pubiche di entrambe le metà del bacino sono unite da sottili lembi ossei che originano da una posizione relativamente alta sul lato posteriore, proseguendo verso il basso fino a un punto piuttosto basso sul lato anteriore. L'ischio, visto di lato, presenta una forma a S con un rilievo ruvido sul lato esterno nel punto di transizione tra le due curve. Sul bordo anteriore dell'asse ischiatico è presente un processo otturatorio, rappresentato da una bassa cresta, la cui parte superiore è separata dall'asse da una scanalatura; questa cresta prosegue poi verso il basso, fondendosi in una mensola ossea particolarmente spessa che ricopre oltre la metà della lunghezza dell'asse, terminando in un «piede» osseo di dimensioni notevoli, con profilo inferiore convesso.

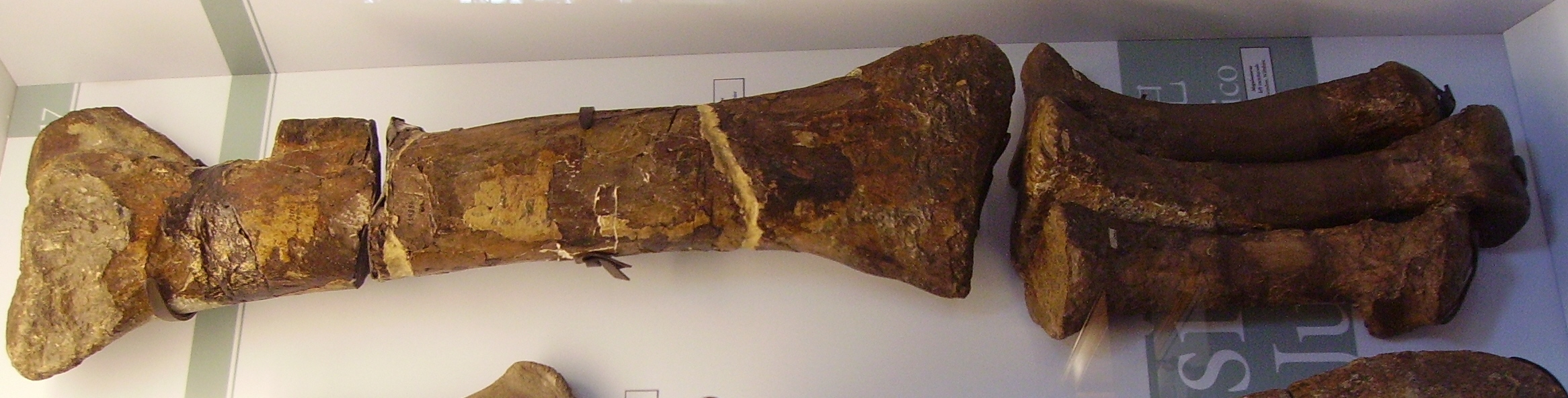
Tibia e metatarsi.

Il femore appare dritto se visto dal davanti; visto di lato, la sua testa appare perpendicolare all'asse, mentre visto dall'alto risulta orientata di 20° in avanti. Il grande trocantere è relativamente ampio e separato dal robusto piccolo trocantere, collocato anteriormente, da una fessura. Alla base anteriore del piccolo trocantere è presente un basso trocantere accessorio. All'estremità inferiore, un solco anteriore ben definito separa i condili; sul lato interno superiore di questo solco si osserva un'area ruvida che continua verso l'interno in una cresta longitudinale, caratteristica tipica dei megalosauroidi. La tibia è generalmente dritta, con una lieve curvatura interna. Verso il basso, il suo asse si appiattisce progressivamente da anteriore a posteriore, assumendo una sezione trasversale generalmente ovale; per circa un ottavo della lunghezza, la parte inferiore anteriore è coperta da un ramo verticale dell'astragalo. Del piede sono conosciuti soltanto i metatarsi relativi alle dita su cui poggiava il peso (secondo, terzo e quarto), che sono ossei, dritti e robusti, e presentano scanalature per l'inserzione dei legamenti sul lato inferiore. Il terzo metatarso non possiede condili ben definiti alla sua estremità inferiore, consentendo così una maggiore flessibilità articolare e un limitato movimento orizzontale. Inoltre, il lato interno superiore del terzo metatarso espone una cresta unica che si incastra in una scanalatura presente lungo il lato esterno superiore del secondo metatarso, garantendo un collegamento più stabile tra le ossa.

### Caratteri diagnostici

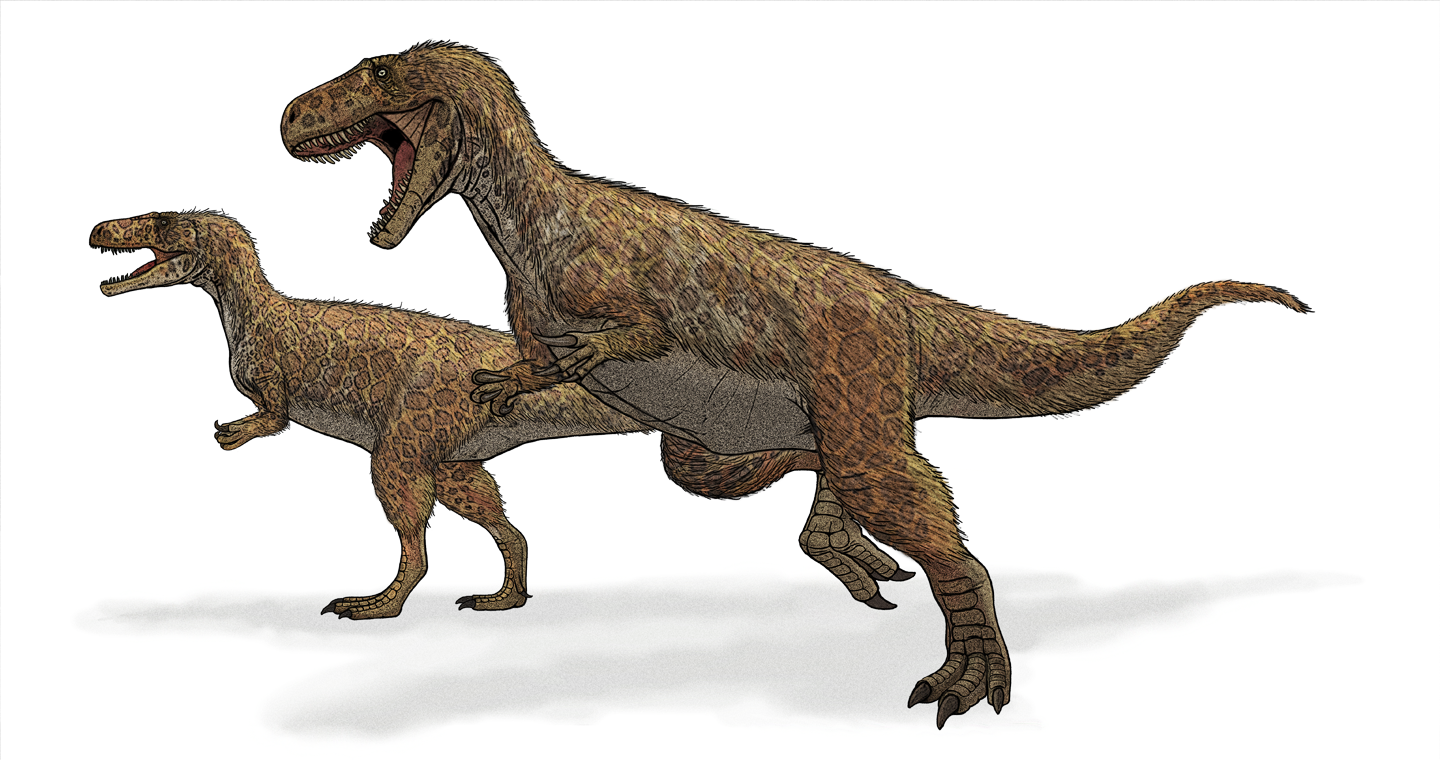
Ricostruzione di Megalosaurus, con una testa in gran parte ipotetica.

Per decenni dopo la sua scoperta, Megalosaurus è stato considerato l'archetipo del dinosauro carnivoro di grandi dimensioni, tanto da divenire un vero e proprio «cestino della spazzatura» tassonomico a cui furono attribuiti numerosi dinosauri carnivori, sia di grandi che di piccole dimensioni, provenienti dall'Europa e da altre regioni. Con il passare del XX secolo, però, gli studiosi iniziarono a limitare il genere ai fossili rinvenuti in Inghilterra risalenti al Giurassico medio. Verso la fine del secolo e l'inizio del XXI, studiosi come Ronan Allain e Dan Chure suggerirono che i reperti di Stonesfield potessero appartenere a specie diverse di teropodi, non necessariamente strettamente correlate. Ricerche successive hanno confermato questa ipotesi, e oggi si tende a limitare il genere Megalosaurus e la specie M. bucklandii al solo taxon che ha fornito il lectotipo, ossia il dentale della mandibola. Inoltre, alcuni studiosi non riuscirono a trovare tratti distintivi in quella mandibola che potessero differenziare Megalosaurus dai suoi parenti, portando alcuni a definirlo un nomen dubium. Tuttavia, uno studio esaustivo di Roger Benson e colleghi nel 2008 – unitamente a successive analisi – ha ribaltato questo consenso, identificando numerose autapomorfie nella mandibola che permettono di distinguere Megalosaurus dagli altri megalosauridi.
Tra le caratteristiche distintive della mandibola si nota, innanzitutto, una profonda scanalatura longitudinale esterna particolarmente ampia; inoltre, il terzo alveolo dentario non risulta ingrandito e, osservata dall'alto, la mandibola appare dritta, senza un'espansione in corrispondenza della punta. Le piastre interdentarie, che rafforzano i denti dalla parte posteriore, sono invece molto elevate. Benson ha concluso che il materiale di Stonesfield rappresenti, in maniera parsimoniosa, una singola specie, e ha individuato ulteriori tratti distintivi in altre parti dello scheletro: ad esempio, il lato esterno inferiore dell'ilio, sopra l'articolazione dell'anca, presenta una bassa cresta verticale caratterizzata da scanalature parallele; le «gonne ossee» che separano gli assi degli ischi sono spesse ed entrano in contatto, formando una superficie quasi piatta; inoltre, sull'asse ischiatico si osserva un rilievo ruvido sul lato inferiore. Altre caratteristiche includono una scanalatura longitudinale angolare sulla parte inferiore della seconda vertebra sacrale e una cresta sul lato superiore del terzo metatarso, che si incastra in una scanalatura del secondo metatarso, nonché una sottile cresta che corre lungo il centro del margine anteriore della scapola.

## Filogenesi

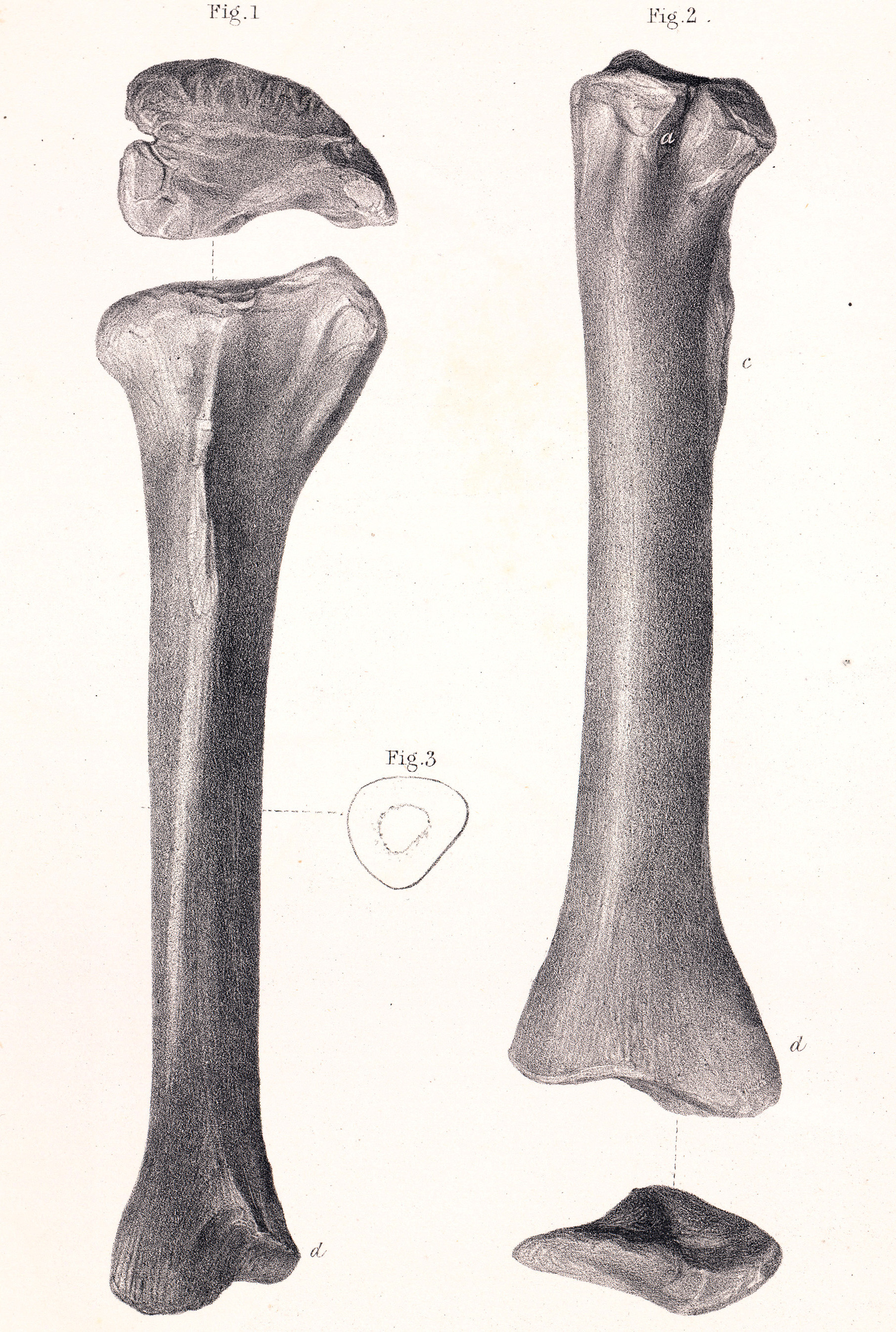
La tibia, veduta laterale (sinistra) e posteriore (destra) in una litografia del XIX secolo di James Erxleben.

Nel 1824, Buckland assegnò Megalosaurus ai Sauri, ritenendo che all'interno di questo gruppo fosse più affine alle lucertole moderne che ai coccodrilli. Nel 1842, Owen fece di Megalosaurus uno dei primi tre generi inclusi nel gruppo dei Dinosauri. Nel 1850, il principe Carlo Luciano Bonaparte istituì la famiglia Megalosauridae, con Megalosaurus come genere tipo. Per molto tempo le relazioni precise di Megalosaurus rimasero oscure, e l'animale veniva considerato un membro «primitivo» dei Carnosauri, il gruppo in cui venivano raggruppati la maggior parte dei grandi teropodi.
Verso la fine del XX secolo, il nuovo approccio cladistico permise per la prima volta di calcolare esattamente quanto fossero strettamente correlati i vari taxa. Nel 2012, Matthew Carrano e colleghi dimostrarono che Megalosaurus era la specie sorella di Torvosaurus all'interno dei megalosaurini, presentando il seguente cladogramma:
|  | Eustreptospondylus |
|  |                    |

|  | Duriavenator                                                 |
|  |                                                              |
|  | \| \| Megalosaurus \| \| \| \| \| \| Torvosaurus \| \| \| \| |
|  |                                                              |
|  | Megalosaurus                                                 |
|  |                                                              |
|  | Torvosaurus                                                  |
|  |                                                              |

|  | Megalosaurus |
|  |              |
|  | Torvosaurus  |
|  |              |

|  | Dubreuillosaurus |
|  |                  |
|  | Magnosaurus      |
|  |                  |

|  | Leshansaurus   |
|  |                |
|  | Piveteausaurus |
|  |                |

|  | Dubreuillosaurus |
|  |                  |
|  | Magnosaurus      |
|  |                  |

|  | Leshansaurus   |
|  |                |
|  | Piveteausaurus |
|  |                |

|  | Duriavenator                                                 |
|  |                                                              |
|  | \| \| Megalosaurus \| \| \| \| \| \| Torvosaurus \| \| \| \| |
|  |                                                              |
|  | Megalosaurus                                                 |
|  |                                                              |
|  | Torvosaurus                                                  |
|  |                                                              |

|  | Megalosaurus |
|  |              |
|  | Torvosaurus  |
|  |              |

|  | Dubreuillosaurus |
|  |                  |
|  | Magnosaurus      |
|  |                  |

|  | Leshansaurus   |
|  |                |
|  | Piveteausaurus |
|  |                |

|  | Dubreuillosaurus |
|  |                  |
|  | Magnosaurus      |
|  |                  |

|  | Leshansaurus   |
|  |                |
|  | Piveteausaurus |
|  |                |

|  | Eustreptospondylus |
|  |                    |

|  | Duriavenator                                                 |
|  |                                                              |
|  | \| \| Megalosaurus \| \| \| \| \| \| Torvosaurus \| \| \| \| |
|  |                                                              |
|  | Megalosaurus                                                 |
|  |                                                              |
|  | Torvosaurus                                                  |
|  |                                                              |

|  | Megalosaurus |
|  |              |
|  | Torvosaurus  |
|  |              |

|  | Dubreuillosaurus |
|  |                  |
|  | Magnosaurus      |
|  |                  |

|  | Leshansaurus   |
|  |                |
|  | Piveteausaurus |
|  |                |

|  | Dubreuillosaurus |
|  |                  |
|  | Magnosaurus      |
|  |                  |

|  | Leshansaurus   |
|  |                |
|  | Piveteausaurus |
|  |                |

|  | Duriavenator                                                 |
|  |                                                              |
|  | \| \| Megalosaurus \| \| \| \| \| \| Torvosaurus \| \| \| \| |
|  |                                                              |
|  | Megalosaurus                                                 |
|  |                                                              |
|  | Torvosaurus                                                  |
|  |                                                              |

|  | Megalosaurus |
|  |              |
|  | Torvosaurus  |
|  |              |

|  | Dubreuillosaurus |
|  |                  |
|  | Magnosaurus      |
|  |                  |

|  | Leshansaurus   |
|  |                |
|  | Piveteausaurus |
|  |                |

|  | Dubreuillosaurus |
|  |                  |
|  | Magnosaurus      |
|  |                  |

|  | Leshansaurus   |
|  |                |
|  | Piveteausaurus |
|  |                |

|  | Eustreptospondylus |
|  |                    |

|  | Duriavenator                                                 |
|  |                                                              |
|  | \| \| Megalosaurus \| \| \| \| \| \| Torvosaurus \| \| \| \| |
|  |                                                              |
|  | Megalosaurus                                                 |
|  |                                                              |
|  | Torvosaurus                                                  |
|  |                                                              |

|  | Megalosaurus |
|  |              |
|  | Torvosaurus  |
|  |              |

|  | Dubreuillosaurus |
|  |                  |
|  | Magnosaurus      |
|  |                  |

|  | Leshansaurus   |
|  |                |
|  | Piveteausaurus |
|  |                |

|  | Dubreuillosaurus |
|  |                  |
|  | Magnosaurus      |
|  |                  |

|  | Leshansaurus   |
|  |                |
|  | Piveteausaurus |
|  |                |

|  | Duriavenator                                                 |
|  |                                                              |
|  | \| \| Megalosaurus \| \| \| \| \| \| Torvosaurus \| \| \| \| |
|  |                                                              |
|  | Megalosaurus                                                 |
|  |                                                              |
|  | Torvosaurus                                                  |
|  |                                                              |

|  | Megalosaurus |
|  |              |
|  | Torvosaurus  |
|  |              |

|  | Dubreuillosaurus |
|  |                  |
|  | Magnosaurus      |
|  |                  |

|  | Leshansaurus   |
|  |                |
|  | Piveteausaurus |
|  |                |

|  | Dubreuillosaurus |
|  |                  |
|  | Magnosaurus      |
|  |                  |

|  | Leshansaurus   |
|  |                |
|  | Piveteausaurus |
|  |                |

|  | Eustreptospondylus |
|  |                    |

|  | Duriavenator                                                 |
|  |                                                              |
|  | \| \| Megalosaurus \| \| \| \| \| \| Torvosaurus \| \| \| \| |
|  |                                                              |
|  | Megalosaurus                                                 |
|  |                                                              |
|  | Torvosaurus                                                  |
|  |                                                              |

|  | Megalosaurus |
|  |              |
|  | Torvosaurus  |
|  |              |

|  | Dubreuillosaurus |
|  |                  |
|  | Magnosaurus      |
|  |                  |

|  | Leshansaurus   |
|  |                |
|  | Piveteausaurus |
|  |                |

|  | Dubreuillosaurus |
|  |                  |
|  | Magnosaurus      |
|  |                  |

|  | Leshansaurus   |
|  |                |
|  | Piveteausaurus |
|  |                |

|  | Duriavenator                                                 |
|  |                                                              |
|  | \| \| Megalosaurus \| \| \| \| \| \| Torvosaurus \| \| \| \| |
|  |                                                              |
|  | Megalosaurus                                                 |
|  |                                                              |
|  | Torvosaurus                                                  |
|  |                                                              |

|  | Megalosaurus |
|  |              |
|  | Torvosaurus  |
|  |              |

|  | Dubreuillosaurus |
|  |                  |
|  | Magnosaurus      |
|  |                  |

|  | Leshansaurus   |
|  |                |
|  | Piveteausaurus |
|  |                |

|  | Dubreuillosaurus |
|  |                  |
|  | Magnosaurus      |
|  |                  |

|  | Leshansaurus   |
|  |                |
|  | Piveteausaurus |
|  |                |

|  | Eustreptospondylus |
|  |                    |

|  | Duriavenator                                                 |
|  |                                                              |
|  | \| \| Megalosaurus \| \| \| \| \| \| Torvosaurus \| \| \| \| |
|  |                                                              |
|  | Megalosaurus                                                 |
|  |                                                              |
|  | Torvosaurus                                                  |
|  |                                                              |

|  | Megalosaurus |
|  |              |
|  | Torvosaurus  |
|  |              |

|  | Dubreuillosaurus |
|  |                  |
|  | Magnosaurus      |
|  |                  |

|  | Leshansaurus   |
|  |                |
|  | Piveteausaurus |
|  |                |

|  | Dubreuillosaurus |
|  |                  |
|  | Magnosaurus      |
|  |                  |

|  | Leshansaurus   |
|  |                |
|  | Piveteausaurus |
|  |                |

|  | Duriavenator                                                 |
|  |                                                              |
|  | \| \| Megalosaurus \| \| \| \| \| \| Torvosaurus \| \| \| \| |
|  |                                                              |
|  | Megalosaurus                                                 |
|  |                                                              |
|  | Torvosaurus                                                  |
|  |                                                              |

|  | Megalosaurus |
|  |              |
|  | Torvosaurus  |
|  |              |

|  | Dubreuillosaurus |
|  |                  |
|  | Magnosaurus      |
|  |                  |

|  | Leshansaurus   |
|  |                |
|  | Piveteausaurus |
|  |                |

|  | Dubreuillosaurus |
|  |                  |
|  | Magnosaurus      |
|  |                  |

|  | Leshansaurus   |
|  |                |
|  | Piveteausaurus |
|  |                |

|  | Eustreptospondylus |
|  |                    |

|  | Duriavenator                                                 |
|  |                                                              |
|  | \| \| Megalosaurus \| \| \| \| \| \| Torvosaurus \| \| \| \| |
|  |                                                              |
|  | Megalosaurus                                                 |
|  |                                                              |
|  | Torvosaurus                                                  |
|  |                                                              |

|  | Megalosaurus |
|  |              |
|  | Torvosaurus  |
|  |              |

|  | Dubreuillosaurus |
|  |                  |
|  | Magnosaurus      |
|  |                  |

|  | Leshansaurus   |
|  |                |
|  | Piveteausaurus |
|  |                |

|  | Dubreuillosaurus |
|  |                  |
|  | Magnosaurus      |
|  |                  |

|  | Leshansaurus   |
|  |                |
|  | Piveteausaurus |
|  |                |

|  | Duriavenator                                                 |
|  |                                                              |
|  | \| \| Megalosaurus \| \| \| \| \| \| Torvosaurus \| \| \| \| |
|  |                                                              |
|  | Megalosaurus                                                 |
|  |                                                              |
|  | Torvosaurus                                                  |
|  |                                                              |

|  | Megalosaurus |
|  |              |
|  | Torvosaurus  |
|  |              |

|  | Dubreuillosaurus |
|  |                  |
|  | Magnosaurus      |
|  |                  |

|  | Leshansaurus   |
|  |                |
|  | Piveteausaurus |
|  |                |

|  | Dubreuillosaurus |
|  |                  |
|  | Magnosaurus      |
|  |                  |

|  | Leshansaurus   |
|  |                |
|  | Piveteausaurus |
|  |                |

|  | Eustreptospondylus |
|  |                    |

|  | Duriavenator                                                 |
|  |                                                              |
|  | \| \| Megalosaurus \| \| \| \| \| \| Torvosaurus \| \| \| \| |
|  |                                                              |
|  | Megalosaurus                                                 |
|  |                                                              |
|  | Torvosaurus                                                  |
|  |                                                              |

|  | Megalosaurus |
|  |              |
|  | Torvosaurus  |
|  |              |

|  | Dubreuillosaurus |
|  |                  |
|  | Magnosaurus      |
|  |                  |

|  | Leshansaurus   |
|  |                |
|  | Piveteausaurus |
|  |                |

|  | Dubreuillosaurus |
|  |                  |
|  | Magnosaurus      |
|  |                  |

|  | Leshansaurus   |
|  |                |
|  | Piveteausaurus |
|  |                |

|  | Duriavenator                                                 |
|  |                                                              |
|  | \| \| Megalosaurus \| \| \| \| \| \| Torvosaurus \| \| \| \| |
|  |                                                              |
|  | Megalosaurus                                                 |
|  |                                                              |
|  | Torvosaurus                                                  |
|  |                                                              |

|  | Megalosaurus |
|  |              |
|  | Torvosaurus  |
|  |              |

|  | Dubreuillosaurus |
|  |                  |
|  | Magnosaurus      |
|  |                  |

|  | Leshansaurus   |
|  |                |
|  | Piveteausaurus |
|  |                |

|  | Dubreuillosaurus |
|  |                  |
|  | Magnosaurus      |
|  |                  |

|  | Leshansaurus   |
|  |                |
|  | Piveteausaurus |
|  |                |

|  | Eustreptospondylus |
|  |                    |

|  | Duriavenator                                                 |
|  |                                                              |
|  | \| \| Megalosaurus \| \| \| \| \| \| Torvosaurus \| \| \| \| |
|  |                                                              |
|  | Megalosaurus                                                 |
|  |                                                              |
|  | Torvosaurus                                                  |
|  |                                                              |

|  | Megalosaurus |
|  |              |
|  | Torvosaurus  |
|  |              |

|  | Dubreuillosaurus |
|  |                  |
|  | Magnosaurus      |
|  |                  |

|  | Leshansaurus   |
|  |                |
|  | Piveteausaurus |
|  |                |

|  | Dubreuillosaurus |
|  |                  |
|  | Magnosaurus      |
|  |                  |

|  | Leshansaurus   |
|  |                |
|  | Piveteausaurus |
|  |                |

|  | Duriavenator                                                 |
|  |                                                              |
|  | \| \| Megalosaurus \| \| \| \| \| \| Torvosaurus \| \| \| \| |
|  |                                                              |
|  | Megalosaurus                                                 |
|  |                                                              |
|  | Torvosaurus                                                  |
|  |                                                              |

|  | Megalosaurus |
|  |              |
|  | Torvosaurus  |
|  |              |

|  | Dubreuillosaurus |
|  |                  |
|  | Magnosaurus      |
|  |                  |

|  | Leshansaurus   |
|  |                |
|  | Piveteausaurus |
|  |                |

|  | Dubreuillosaurus |
|  |                  |
|  | Magnosaurus      |
|  |                  |

|  | Leshansaurus   |
|  |                |
|  | Piveteausaurus |
|  |                |

## Paleobiologia

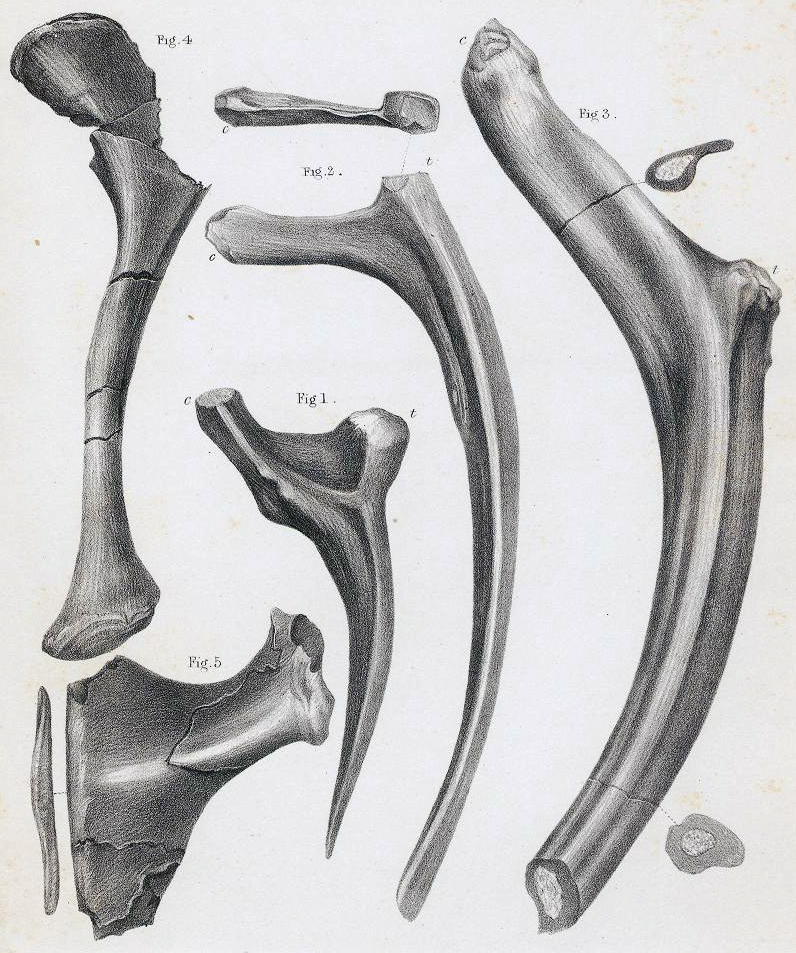
Costole ed elementi pelvici in una litografia del XIX secolo di James Erxleben. Il frammento di costola a sinistra mostra una frattura guarita sulla parte inferiore della base del capitello.

Megalosaurus visse in quella che oggi è l'Europa durante lo stadio Bathoniano del Giurassico medio, circa 166-168 milioni di anni fa. Le ripetute descrizioni del XIX e dei primi decenni del XX secolo, secondo le quali Megalosaurus inseguiva Iguanodon (un altro dei primi dinosauri descritti) attraverso le fitte foreste allora presenti sul continente, si sono rivelate inesatte, poiché gli scheletri di Iguanodon provengono da formazioni del Cretaceo inferiore, molto più recenti. I reperti attribuibili a Megalosaurus bucklandii provengono esclusivamente dal Bathoniano inferiore/medio di Oxfordshire e Gloucestershire, e nessun materiale al di fuori di queste formazioni inglesi può essere assegnato al genere. Tra le specie di dinosauri, grossomodo coeve, vissute in Gran Bretagna nel Bathoniano si annoverano i teropodi Cruxicheiros (un taxon di grandi dimensioni), Iliosuchus (un taxon poco conosciuto noto solo da resti frammentari), il piccolo tirannosauroide Proceratosaurus e altri teropodi indeterminati conosciuti da denti – che potrebbero includere dromeosauri, troodontidi e terizinosauri – insieme ad ornithischi, per lo più noti da denti, come eterodontosauridi, stegosauri e anchilosauri, e ai sauropodi Cardiodon (noto solo da denti) e Cetiosaurus. È plausibile, inoltre, che Megalosaurus cacciasse stegosauri e sauropodi.
Secondo Benson (2010), date le sue dimensioni e la sua ampia distribuzione, Megalosaurus era il predatore apicale del suo habitat. L'assenza di Cetiosaurus sul Massiccio armoricano francese fa supporre che anche Megalosaurus non abitasse quell'isola, rimanendo invece limitato al Massiccio di Londra-Brabante, un rilievo tettonico che, in quel periodo, formava un'isola comprendente parti dell'Inghilterra meridionale e delle aree adiacenti della Francia settentrionale, dei Paesi Bassi, del Belgio e della Germania occidentale, con un'estensione paragonabile a quella di Cuba (circa 100.000 km²). Si è infatti discusso sul perché i dinosauri di quest'isola non abbiano subito il fenomeno del nanismo insulare, come ci si aspetterebbe; una possibile spiegazione è che l'isola rimanesse ecologicamente connessa a una massa continentale molto più vasta, comprendente la Gran Bretagna settentrionale (il Massiccio scozzese), lo scudo baltico e la regione ora sommersa del Mare del Nord. I fossili vegetali provenienti dalla formazione del Calcare di Taynton – da cui origina gran parte del materiale fossile di Megalosaurus – testimoniano una vegetazione costiera dominata da conifere (tra cui la famiglia delle araucariacee, tuttora esistente, e quella estinta delle cheirolepidiacee) e dal gruppo di piante con semi delle bennettitali, che suggeriscono un ambiente probabilmente caratterizzato da stagioni secche e dalla presenza di mangrovie.

### Paleopatologia
Una costola di Megalosaurus, illustrata da Sir Richard Owen nel 1856 e nel 1884, presenta una zona di gonfiore patologico vicino alla base del suo processo capitellare. Tale rigonfiamento sembra essere dovuto a una frattura guarita ed è situato nel punto in cui essa si articolava con la vertebra.

## Specie e sinonimi
Nel corso del tardo XIX secolo, Megalosaurus fu considerato il dinosauro carnivoro «tipico». Quando venivano rinvenuti resti che non parevano sufficientemente distintivi da giustificare la creazione di un nuovo genere – spesso semplici denti isolati – erano sistematicamente attribuiti a Megalosaurus, trasformandolo così in un «cestino della spazzatura» tassonomico, un genere di riferimento «di default». Con il tempo, Megalosaurus arrivò a comprendere più specie di qualsiasi altro dinosauro non aviano, la maggior parte delle quali di validità dubbia. Nel XX secolo, questa prassi fu gradualmente abbandonata; tuttavia, quando gli studiosi si trovavano a dover rinominare teropodi in passato attribuiti per errore ad altri gruppi animali, continuavano spesso a scegliere nuovamente Megalosaurus come nome generico di default.

### Specie battezzate nel XIX secolo

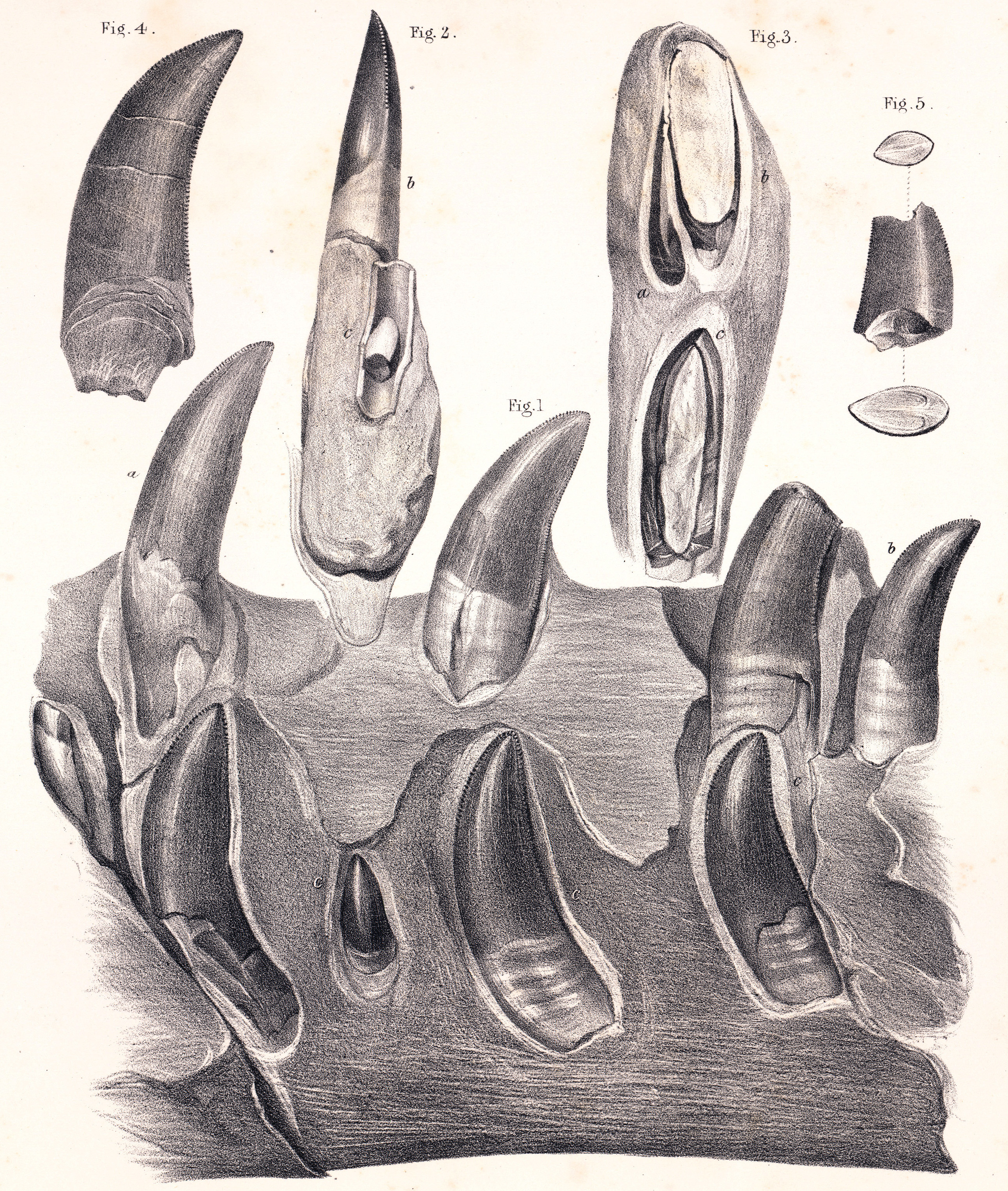
Il dentale con denti sostitutivi, trovati nel 1851 e 1857 da Owen e attribuiti a Megalosaurus, ma oggi andati perduti, in una litografia del XIX secolo di James Erxleben.

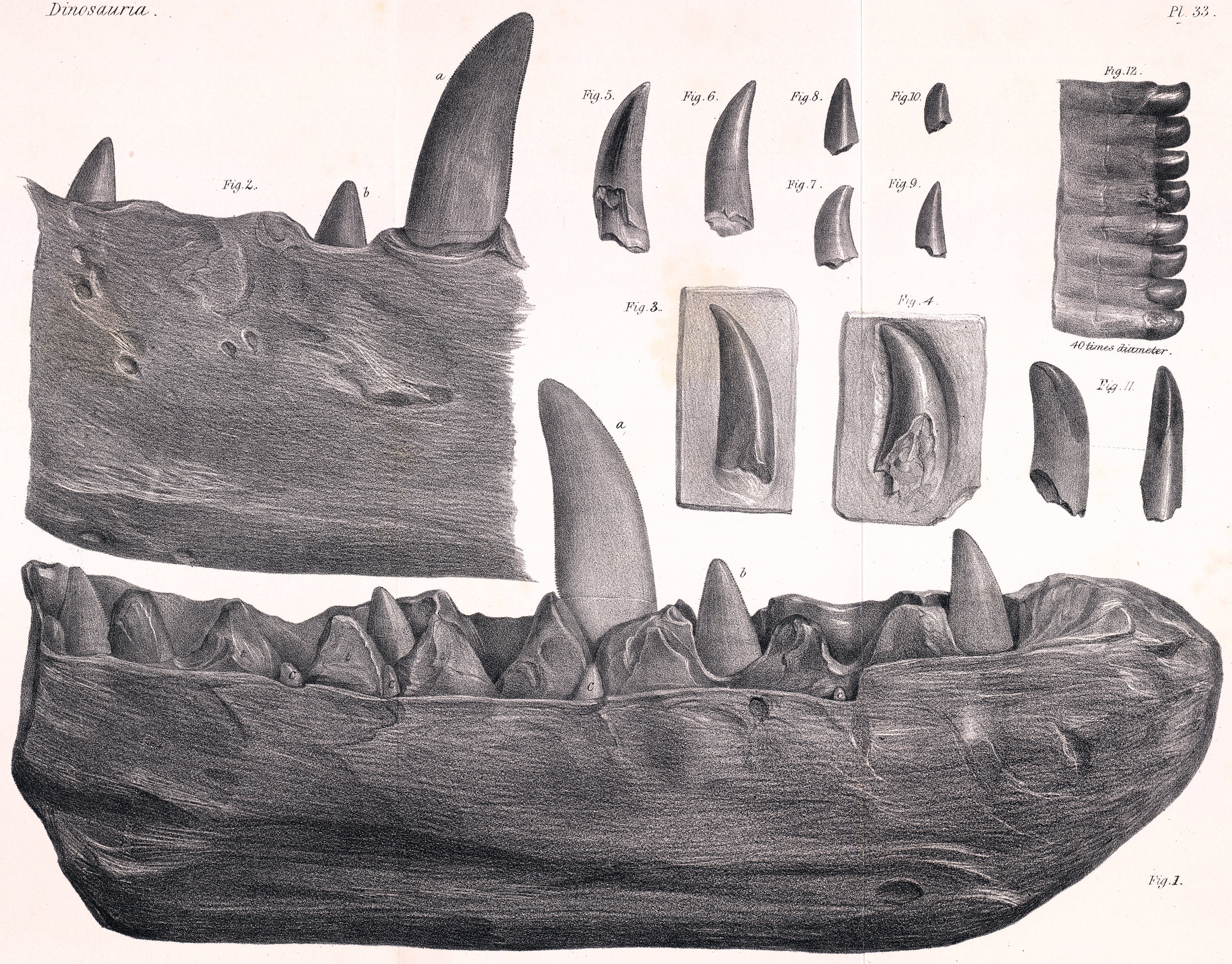
Il dentale e denti attribuiti in una litografia del XIX secolo di James Erxleben.

Nel 1857, Joseph Leidy riclassificò Deinodon horridus (Leidy, 1856), un genere definito a partire da denti fossili, Megalosaurus horridus. Nel 1858, Friedrich August von Quenstedt descrisse Megalosaurus cloacinus, basandosi su un probabile dente di teropode del tardo Triassico rinvenuto nei pressi di Bebenhausen (esemplare SMNH 52457), oggi considerato un nomen dubium. Nel 1869, Eugène Eudes-Deslongchamps propose Megalosaurus insignis a partire da un dente di teropode ritrovato a La Hève, in Normandia, lungo 12 centimetri – un terzo in più rispetto ai denti di M. bucklandii. Inizialmente il nome rimase un nomen nudum, ma nel 1870 Gustave Lennier ne fornì la descrizione. Attualmente è considerato un nomen dubium, un teropode indeterminato, poiché l'esemplare fu distrutto da un bombardamento nel 1944. Nel 1870, Jean-Baptiste Greppin battezzò Megalosaurus meriani basandosi sull'esemplare MH 350, un dente premascellare scoperto nei pressi di Moutier e appartenente alla collezione di Peter Merian. Oggi, tale fossile è riferito ad Amanzia, a Ceratosaurus oppure ritenuto un nomen dubium, un membro indeterminato dei ceratosauri. Nel 1871, Emanuel Bunzel attribuì alcuni resti trovati presso Schnaitheim a Megalosaurus schnaitheimi; anche questo nome è un nomen nudum, e i fossili potrebbero in realtà appartenere a Dakosaurus maximus. Nel 1876, J. Henry, insegnante di scienze a Besançon, nella sua tesi pubblicata descrisse quattro possibili denti di dinosauro del tardo Triassico rinvenuti a Moissey, chiamandoli Megalosaurus obtusus; si tratta di un nomen dubium, probabilmente riferibile a un teropode o a un arcosauro predatore indeterminato. Nel 1881, Harry Govier Seeley designò due possibili denti di teropode scoperti in Austria come Megalosaurus pannoniensis, riferendosi con il nome specifico alla Pannonia; anche in questo caso si parla di un nomen dubium, forse un membro indeterminato dei dromeosauridi o dei tirannosauroidei. Nel 1883, Seeley nominò Megalosaurus bredai basandosi su un femore (esemplare NHMUK PV OR 42997) ritrovato nei pressi di Maastricht, nei Paesi Bassi, il cui nome specifico onora Jacob Gijsbertus Samuël van Breda. Nel 1932, Friedrich von Huene elevò questo fossile a un nuovo genere, Betasuchus.
Nel 1882, Henri Émile Sauvage denominò alcuni resti – denti e vertebre del Cretaceo inferiore rinvenuti a Louppy-le-Château – Megalosaurus superbus, ma nel 1923 tale nome fu sostituito dal genere Erectopus. Tra il 1884 e il 1885, Wilhelm Dames assegnò il nome Megalosaurus dunkeri (in onore di Wilhelm Dunker) a un dente del Cretaceo inferiore (esemplare UM 84); nel 1923, anche questo reperto fu ricollocato nel genere Altispinax. Nel 1885, Henri Douvillé rinominò Dakosaurus gracilis Quenstedt, 1885 Megalosaurus gracilis, una scelta oggi generalmente respinta. Nel 1889, Richard Lydekker denominò Megalosaurus oweni (in onore di Owen) una serie di metatarsi del Cretaceo inferiore (esemplare BMNH R?2556?), ma nel 1991 tale materiale fu attribuito a un nuovo genere, Valdoraptor. Nel 1892, Edward Drinker Cope rinominò Ceratosaurus nasicornis Marsh, 1884 Megalosaurus nasicornis, principalmente per irritare il rivale Othniel Charles Marsh; il nome, tuttavia, non è mai stato accettato. Nel 1896, Charles Jean Julien Depéret battezzò Megalosaurus crenatissimus, basandosi su reperti del tardo Cretaceo del Madagascar; nel 1955 tali fossili furono trasferiti nel genere Majungasaurus. Infine, per indicare un teropode, Cope aveva originariamente usato il nome generico Laelaps, già occupato però da un acaro; Marsh propose di sostituirlo con Dryptosaurus, ma Henry Fairfield Osborn, sostenitore di Cope, rifiutò tale sostituzione e nel 1898 ribattezzò Laelaps aquilunguis Cope, 1866 Megalosaurus aquilunguis.

### Specie battezzate nel XX secolo

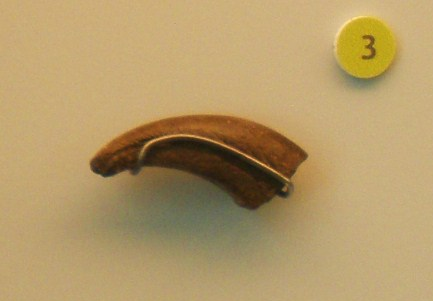
Artiglio di Megalosaurus lonzeensis.

Nel 1901 il barone Franz Nopcsa ribattezzò Laelaps trihedrodon Cope, 1877 Megalosaurus trihedrodon. Nella stessa pubblicazione rinominò anche Poekilopleuron valens Leidy, 1870 Megalosaurus valens, benché oggi si ritenga che tali fossili appartengano probabilmente ad Allosaurus. L'anno seguente (1902) Nopcsa coniò la denominazione Megalosaurus hungaricus basandosi su due denti rinvenuti in Transilvania (all'epoca parte del Regno d'Ungheria); questi reperti (MAFI ob. 3106), in seguito perduti, risulterebbero in realtà appartenere a un teropode indeterminato. Nel 1903, Louis Dollo propose il nome Megalosaurus lonzeensis per un artiglio della mano scoperto nei pressi di Lonzee, in Belgio. In realtà, l'esistenza di questo artiglio era già stata menzionata da Dollo nel 1883, ragion per cui alcune fonti datano erroneamente la denominazione a quell'anno. Ricerche più recenti suggeriscono che possa trattarsi di un membro dei noasauridi o di un celurosauro indeterminato. Fra il 1907 e il 1908, von Huene rinominò Streptospondylus cuvieri – basato su una vertebra parziale andata perduta – Megalosaurus cuvieri, considerato un nomen dubium e probabilmente appartenente a un tetanuro indeterminato. Nel 1909, Richard Lydekker descrisse Megalosaurus woodwardi a partire da una mascella con dente annesso (NHMUK PV OR 41352), ritenuto oggi un nomen dubium di teropode non meglio definito.
Nel 1910, Arthur Smith Woodward battezzò Megalosaurus bradleyi, in onore del collezionista F. Lewis Bradley, prendendo spunto da un cranio del Giurassico medio. Nel 1926, tale specie fu trasferita nel genere Proceratosaurus. Nel 1920, Werner Janensch creò il nome Megalosaurus ingens basandosi su un dente lungo 12 cm (esemplare MB R 1050) scoperto nell'Africa Orientale Tedesca, forse riconducibile a un grande carcarodontosauride, anche se Carrano e altri lo considerano un tetanuro indeterminato. In seguito, M. ingens è stato ricondotto a Torvosaurus. Nel 1923, von Huene rinominò Poekilopleuron bucklandii Eudes-Deslongchamps, 1838 Megalosaurus poikilopleuron, ma oggi si ritiene generalmente valido il genere Poekilopleuron. Nella stessa pubblicazione, von Huene attribuì al genere Megalosaurus altre due specie: M. parkeri (in onore di William Kitchen Parker), basato su pelvi, ossa delle zampe e vertebre del Cretaceo superiore, ribattezzato Metriacanthosaurus nel 1964, mentre M. nethercombensis (da Nethercombe, basato su due dentari, ossa delle zampe, bacino e vertebre del Giurassico medio) fu in seguito assegnato da von Huene (1932) al nuovo genere Magnosaurus. Nel 1925, Depéret utilizzò due denti dall'Algeria per descrivere Megalosaurus saharicus, divenuto poi Carcharodontosaurus. Nel 1956, von Huene nominò per errore la stessa specie Megalosaurus africanus, basandosi su resti del Marocco pur riferendosi ai denti algerini: ne risulta che M. africanus è un sinonimo oggettivo più recente di M. saharicus. Nel 1926, von Huene chiamò Megalosaurus lydekkeri un esemplare (NHMUK OR 41352) già designato da Lydekker (1909) come M. woodwardi, rendendo di fatto M. lydekkeri un sinonimo oggettivo più recente di M. woodwardi, anche questo un nomen dubium.
Nella medesima opera, von Huene istituì Megalosaurus terquemi a partire da tre denti rinvenuti presso Hettingen, dedicandolo a Olry Terquem, anche se è ritenuto un nomen dubium e il materiale potrebbe appartenere a un fitosauro o a un altro arcosauro. Nel 1932 von Huene citò un Megalosaurus (Magnosaurus) woodwardi, sinonimo di Magnosaurus woodwardi menzionato nella stessa pubblicazione. Il suo esemplare tipo si differenzia però dal precedente Megalosaurus woodwardi (Lydekker, 1909), quindi i due nomi non sono sinonimi. Nel 1954, Samuel Paul Welles descrisse Megalosaurus wetherilli, caso eccezionale poiché si basava su uno scheletro piuttosto completo del Giurassico inferiore rinvenuto in Arizona, dedicandolo a John Wetherill. Nel 1970, Welles lo trasferì nel genere Dilophosaurus. Nel 1955, Albert-Félix de Lapparent nominò Megalosaurus mersensis partendo da 23 vertebre raccolte nei pressi di Tizi n'Juillerh (formazione di El Mers, Marocco); probabilmente si tratta di un mesosuco. Nel 1956, Alfred Sherwood Romer rinominò (su suggerimento di von Huene) Aggiosaurus nicaeensis Ambayrac, 1913 Megalosaurus nicaeensis, un reperto di mascella inferiore proveniente da Nizza, originariamente descritto come un coccodrillo e tuttora ritenuto tale. Nel 1957, de Lapparent nominò Megalosaurus pombali da tre denti trovati a Pombal (Portogallo), nel Giurassico; oggi è considerato un nomen dubium, un teropode indeterminato.
In 1965, Oskar Kuhn riclassificò Zanclodon silesiacus Jaekel, 1910 Megalosaurus? silesiacus, un nomen dubium basato sul dente di un arcosauro predatore triassico indeterminato – forse un teropode – scoperto in Slesia. Nel 1966, Guillermo del Corro istituì Megalosaurus inexpectatus a partire da un dente (MACN 18.172) proveniente dall'Argentina, rinvenuto nello stesso sito in cui era stato trovato il sauropode Chubutisaurus; potrebbe appartenere ai carcarodontosauri. Nel 1970, Rodney Steel coniò due specie di Megalosaurus: rinominò infatti Iliosuchus incognitus Huene, 1932 Megalosaurus incognitus e Nuthetes destructor Owen, 1854 Megalosaurus destructor, ma entrambe le forme sono oggi escluse dal genere Megalosaurus. Nel 1974, Michael Waldman reinterpretò Sarcosaurus andrewsi Huene, 1932 come Megalosaurus andrewsi, poiché alcuni studiosi non lo considerano strettamente correlato alla specie tipo Sarcosaurus woodi. Nella stessa pubblicazione, Waldman descrisse Megalosaurus hesperis basandosi su frammenti cranici del Giurassico medio; nel 2008, quest'ultimo è stato trasferito nel nuovo genere Duriavenator. Sempre nel 1974, Del Corro definì Megalosaurus chubutensis a partire da un dente (MACN 18.189) trovato nella provincia del Chubut: è un nomen dubium, forse un carcarodontosauride o un grande abelisauro.

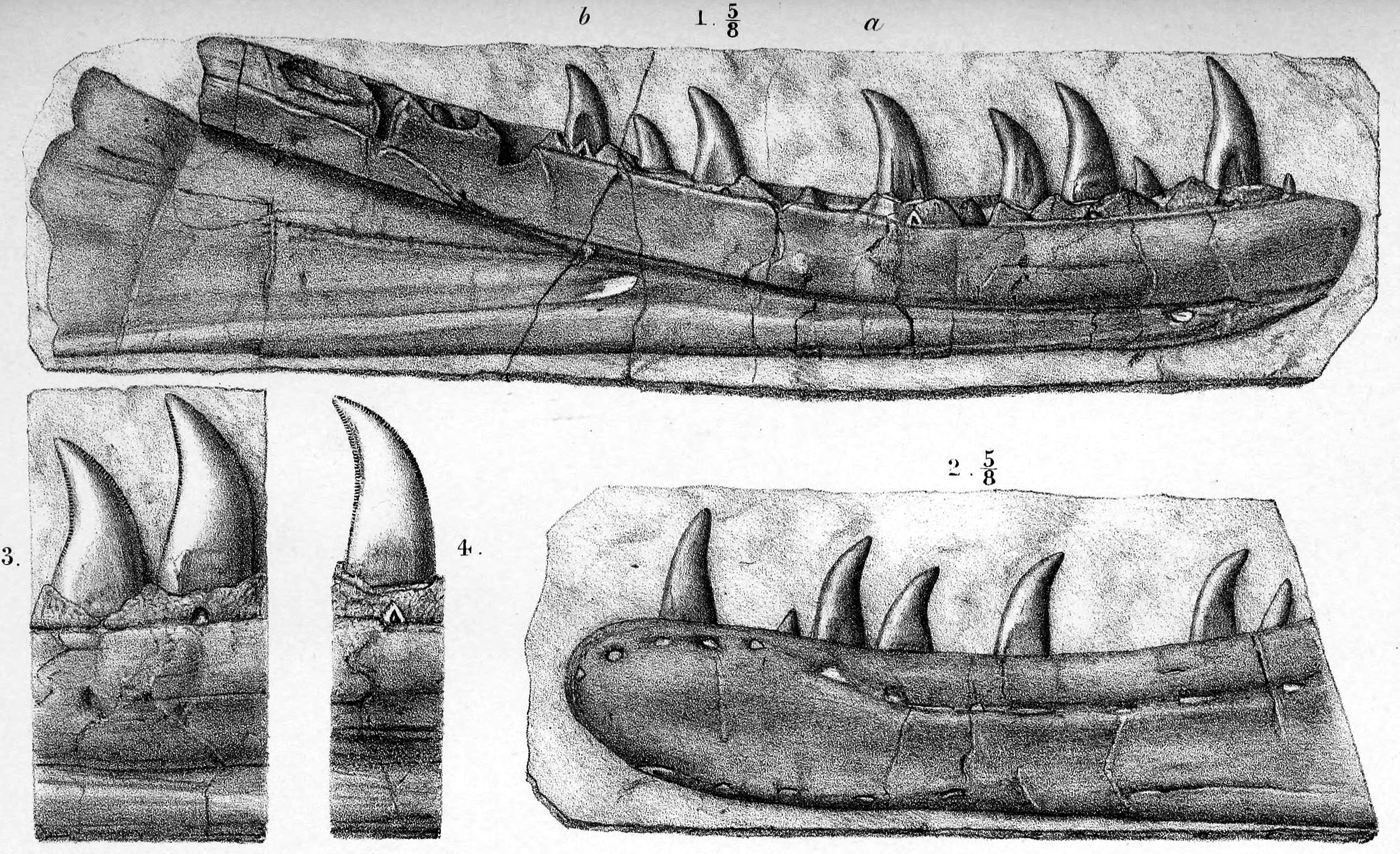
Dentale di ?Megalosaurus cambrensis in una litografia di Newton del 1899.

Nel 1985, Zhao Xijin propose due specie di Megalosaurus scoperte in Tibet, già menzionate in una tesi non pubblicata del 1983 e pertanto all'epoca considerate nomina ex dissertatione. Poiché nella pubblicazione del 1985 mancavano descrizioni, i nomi risultano tuttora nomina nuda. La prima specie fu Megalosaurus «dapukaensis» (indicata anche, erroneamente, come Megalosaurus cachuensis nell'edizione aggiornata di The Dinosauria); la seconda Megalosaurus «tibetensis». Nel 1987/1988, Monique Vianey-Liaud rinominò Massospondylus rawesi (Lydekker, 1890) – un dente del Maastrichtiano in India (esemplare NHMUK R4190) – Megalosaurus rawesi, attualmente considerato un nomen dubium e forse un abelisauro. Nel 1988, Gregory Scott Paul ribattezzò Torvosaurus tanneri Galton & Jensen, 1979 Megalosaurus tanneri, ma la proposta non ha trovato consenso. Nel 1973, Anatolij Konstantinovič Roždestvenskij aveva convertito Poekilopleuron schmidti Kiprijanow, 1883 in Megalosaurus sp.; formalmente ciò non è possibile (non si può rendere «senza nome» una specie già nominata) così George Olshevsky, nel 1991, introdusse la combinazione Megalosaurus schmidti, considerata una chimera. Nel 1993, Ernst Probst e Raymund Windolf rinominarono accidentalmente Plateosaurus ornatus Huene, 1905 Megalosaurus ornatus in un elenco di specie, generando un nomen vanum. Nella stessa pubblicazione, l'icnospecie Megalosauropus teutonicus Kaever & Lapparent, 1974 veniva citata come Megalosaurus teutonicus. Nel 1997, Windolf rinominò Saurocephalus monasterii Münster, 1846, un dente rinvenuto nei dintorni di Hannover,  Megalosaurus monasterii, un nomen dubium appartenente a un teropode indeterminato. Nel 1998, Peter Galton riclassificò Zanclodon cambrensis Newton, 1899, basato su una madibola sinistra (BGS 6532) proveniente da Bridgend, come ?Megalosaurus cambrensis, in quanto non si trattava di un sauropodomorfo basale. Questo nome è un sinonimo senior di Gressylosaurus cambrensis Olshevsky, 1991; l'epiteto specifico fa riferimento a Cambria, l'antico nome latino del Galles. Si tratterebbe probabilmente di un celofisoideo o di un altro arcosauro predatore.

### Elenco delle specie
Di seguito è riportato un elenco formale delle molteplici specie che, nel corso del tempo, sono state descritte o riassegnate al genere Megalosaurus, seguendo i criteri indicati: autore/i e anno sono posti subito dopo il nome della specie; se un nome è stato cambiato rispetto all'originale, in parentesi si indicano l'autore e l'anno del nome precedente; dopo la parentesi si menzionano autore e anno della nuova combinazione; in caso di nomen nudum (specie non adeguatamente descritta), nomen dubium (specie di identificazione incerta) o nomen oblitum (nome non più in uso), ciò è esplicitato; le riclassificazioni in un altro genere sono segnalate con il simbolo «=». Se tali riclassificazioni oggi sono considerate valide, la specie appare anche nella sezione Specie riassegnate.
Specie valide
- Megalosaurus Parkinson, 1822 (nomen nudum?)
- Megalosaurus conybeari Ritgen, 1826 (nomen oblitum) = Megalosaurus bucklandii Mantell, 1827
- Megalosaurus bucklandii Mantell, 1827 = Megalosaurus conybeari Ritgen, 1826 (nomen oblitum); Megalosaurus bucklandi Meyer, 1832; Scrotum humanum Brookes, 1763 (nomen oblitum)
- Megalosaurus bucklandi Meyer, 1832 = Megalosaurus bucklandii, Mantell, 1827
- Megalosaurus phillipsi  Welles, Powell & Pickering in Pickering, 1995 (nomen non rite publicatum)[116]

Nomina dubia e specie attribuite in passato a Megalosaurus ma non sinonimi del genere
- Megalosaurus horridus (Leidy, 1856) Leidy, 1857 = Deinodon horridus Leidy, 1856
- Megalosaurus cloacinus Quenstedt, 1858 = Plateosaurus cloacinus (Quenstedt, 1858) Huene, 1905; = Gresslyosaurus cloacinus (Quenstedt, 1858) Huene, 1932
- Megalosaurus insignis Eudes-Delongchamps & Lennier in Lennier, 1870 (nomen dubium) = Streptospondylus insignis (Eudes-Deslongchamps & Lennier in Lennier, 1870) Depéret & Savornin, 1928; = Erectopus insignis (Eudes-Deslongchamps & Lennier in Lennier, 1870) Stromer, 1931
- Megalosaurus meriani Greppin, 1870 = Labrosaurus meriani (Greppin, 1870) Janensch, 1920; = Antrodemus meriani (Greppin, 1870) Steel, 1970; = Allosaurus meriani (Greppin, 1870) Olshevsky, 1978
- Megalosaurus schnaitheimi Bunzel, 1871 (nomen nudum) sinonimo junior di Dakosaurus maximus (Plieninger, 1846) Quenstedt, 1856
- Megalosaurus obtusus Henry, 1876 = Plateosaurus obtusus (Henry, 1876) Huene, 1907
- Megalosaurus pannoniensis Seeley, 1881 (nomen dubium)
- Megalosaurus gracilis (Quenstedt, 1885) Douvillé, 1885 = Dakosaurus gracilis Quenstedt, 1885
- Megalosaurus nasicornis (Marsh, 1884) Cope, 1892 = Ceratosaurus nasicornis Marsh, 1884
- Megalosaurus aquilunguis (Cope, 1866) Osborn, 1898 = Laelaps aquilunguis Cope, 1866
- Megalosaurus valens (Leidy, 1870) Nopcsa, 1901 = Poekilopleuron valens Leidy, 1870; = Antrodemus valens (Leidy, 1870) Leidy, 1870; = Allosaurus valens (Leidy, 1870) Gilmore, 1920
- Megalosaurus trihenodon (Cope, 1877) Nopcsa, 1901 = Laelaps trihenodon Cope, 1877
- Megalosaurus hungaricus Nopcsa, 1901 (nomen dubium)
- Megalosaurus lonzeensis Dollo, 1903 (nomen dubium) = Ornithomimus lonzeensis (Dollo, 1903) Kuhn, 1965; = Struthiomimus lonzeensis (Dollo, 1903) Glut, 1997
- Megalosaurus cuvieri (Owen, 1842) Huene, 1907 = Streptospondylus cuvieri Owen, 1842
- Megalosaurus woodwardi Lydekker, 1909 (nomen dubium) sinonimo oggettivo senior di Megalosaurus lydekkeri Huene, 1926, non Megalosaurus (Magnosaurus) woodwardi (Huene, 1932) Huene, 1932
- Megalosaurus ingens Janensch, 1920 = Ceratosaurus ingens (Janensch, 1920) Paul, 1988
- Megalosaurus poikilopleuron Huene, 1923 sinonimo junior di Poekilopleuron bucklandii Eudes-Deslongchampus, 1838
- Megalosaurus lydekkeri Huene, 1926 (nomen dubium) = Megalosaurus woodwardi Lydekker, 1909; = Magnosaurus lydekkeri (Huene, 1926) Huene, 1932
- Megalosaurus terquemi Huene, 1926 (nomen dubium) = Gresslyosaurus terquemi (Huene, 1926) Lapparent, 1967
- Megalosaurus (Magnosaurus) woodwardi (Huene, 1932) Huene, 1932 = Magnosaurus woodwardi Huene, 1932 sinonimo oggettivo di Sarcosaurus andrewsi Huene, 1932; = Megalosaurus andrewsi (Huene, 1932) Waldman, 1974, non Megalosaurus woodwardi Lydekker, 1909
- Megalosaurus mersensis Lapparent, 1955
- Megalosaurus nicaeensis (Ambayrac, 1913) Romer, 1956 = Aggiosaurus nicaeensis Ambayrac, 1913
- Megalosaurus africanus Huene, 1956 sinonimo oggettivo junior di Carcharodontosaurus saharicus (Depéret & Savornin, 1925) Stromer, 1931
- Megalosaurus pombali Lapparent & Zbyszewski, 1957
- Megalosaurus silesiacus (Jaekel, 1910) Kuhn, 1965 (nomen dubium) = Zanclodon silesiacus Jaekel, 1910
- Megalosaurus inexpectatus Corro, 1966 (nomen dubium)
- Megalosaurus destructor (Owen, 1854) Steel, 1970 = Nuthetes destructor Owen, 1854
- Megalosaurus incognitus (Huene, 1932) Steel, 1970 sinonimo junior di Iliosuchus incognitus Huene, 1932
- Megalosaurus andrewsi (Huene, 1932) Waldman, 1974 = Sarcosaurus andrewsi Huene, 1932 sinonimo oggettivo di Magnosaurus woodwardi Huene, 1932
- Megalosaurus chubutensis Corro, 1974 (nomen dubium)
- Megalosaurus rawesi (Lydekker, 1890) Vianey-Liaud, Jain & Sahni, 1987 = Massospondylus rawesi Lydekker, 1890
- Megalosaurus tanneri (Galton & Jensen, 1979) Paul, 1988 sinonimo junior di Torvosaurus tanneri Galton & Jensen, 1979
- Megalosaurus schmidti (Kiprijanow, 1883) Olshevsky, 1991 una chimera = Poekilopleuron schmidti Kiprijanow, 1883
- Megalosaurus ornatus (Huene, 1905) Probst & Windolf, 1993 (nomen vanum) = Plateosaurus ornatus Huene, 1905
- Megalosaurus monasterii (Münster, 1846) Windolf, 1997 = Saurocephalus monasterii Münster, 1846
- ?Megalosaurus cambrensis (Newton, 1899) Galton, 1998 = Zanclodon cambrensis Newton, 1899; = Gressylosaurus cambrensis (Newton, 1899) Olshevsky, 1991
- Megalosaurus dunkeri Dames, 1884 = Streptospondylus dunkeri (Dames, 1884) Depéret & Savornin, 1928; = Prodeinodon dunkeri (Dames, 1884) Ruiz-Omeñaca & Canudo, 2003

Nomina nuda
- Megalosaurus tibetensis Zhao, 1986
- Megalosaurus dapukaensis Zhao, 1986

Specie riassegnate
- Megalosaurus superbus Sauvage, 1882 = Erectopus superbus (Sauvage, 1882) Huene, 1923
- Megalosaurus bredai Seeley, 1883 = Betasuchus bredai (Seeley, 1883) Huene, 1932
- Megalosaurus oweni Lydekker, 1889 = Altispinax oweni (Lydekker, 1889) Huene, 1923; = Valdoraptor oweni (Lydekker, 1889) Olshevsky, 1991
- Megalosaurus crenatissimus Depéret, 1896 = Dryptosaurus crenatissimus (Depéret, 1896) Depéret, 1928; = Majungasaurus crenatissimus (Depéret, 1896) Lavocat, 1955 sinonimo senior di Majungatholus atopus Sues & Taquet, 1979
- Megalosaurus bradleyi Woodward, 1910 = Proceratosaurus bradleyi (Woodward, 1910) Huene, 1926
- Megalosaurus parkeri Huene, 1923 = Altispinax parkeri (Huene, 1923) Huene, 1932; = Metriacanthosaurus parkeri (Huene, 1923) Walker, 1946
- Megalosaurus nethercombensis Huene, 1923 = Magnosaurus nethercombensis (Huene, 1923) Huene, 1932
- Megalosaurus saharicus Depéret & Savornin, 1925 = Megalosaurus (Dryptosaurus) saharicus (Depéret & Savornin, 1925) Depéret & Savornin, 1927; = Carcharodontosaurus saharicus (Depéret & Savornin, 1925) Stromer, 1931; = Megalosaurus africanus Huene, 1956
- Megalosaurus wetherilli Welles, 1954 = Dilophosaurus wetherilli (Welles, 1954) Welles, 1970
- Megalosaurus hesperis Waldman, 1974 = Duriavenator hesperis (Waldman, 1974) Benson, 2008